# Saint Seiya
Saint Seiya (en japonés: 聖闘士星矢 Seinto Seiya; literalmente «Seiya el Santo»), conocida como Los caballeros del zodiaco en España e Hispanoamérica, es una serie de manga escrita e ilustrada por Masami Kurumada. La serie se centra en un grupo de jóvenes guerreros denominados «caballeros» (o «santos»), cuyo protagonista principal es Seiya (caballero que porta la armadura de Pegaso). Estos guerreros luchan del lado de la diosa griega Athena, reencarnada en la humana Saori Kido para proteger a la humanidad de las fuerzas del mal que quieren dominar la Tierra. Para sus batallas, cada caballero utiliza su energía interior ligada al universo (el «cosmos»), sus técnicas especiales de lucha, y sus armaduras (originalmente llamada cloth), todas inspiradas en cada una de las 88 constelaciones.
Fue publicada desde el 3 de diciembre de 1985 en la revista Shūkan Shōnen Jump de la editorial Shūeisha hasta el 12 de diciembre de 1990 en la revista V Jump. Fue adaptado posteriormente en una serie de animación (anime) de 114 episodios, una OVA de 31 episodios y una ONA de trece episodios, en total 158. También se han producido cinco películas animadas y una película de  animación por ordenador, además de varias precuelas y secuelas oficiales de la historia original.
Se publicaron ciento ocho capítulos del manga junto con una edición especial, haciendo un total de ciento nueve en formato tankōbon, dividido en veintiocho volúmenes con tres sagas o arcos argumentales principales: «Santuario», «Poseidón» y «Hades». Ha sido reimpreso y reeditado en formato wideban, bunkoban y kanzenban y también el llamado «remix», la producción en tres ediciones (2002, 2007 y 2012).
Después de la adaptación al anime dos series más han sido producidas: el manga titulado Saint Seiya Lost Canvas por el estudio TMS Entertainment y Saint Seiya Omega por Toei Animation. Al contrario de Saint Seiya Lost Canvas, Saint Seiya Omega fue animada y no fue sino hasta después que se realizó una adaptación al manga, aunque curiosamente ambas series son spin-off. Un tercer anime producido por Toei Animation, Saint Seiya Soul of Gold cuya emisión empezó el 11 de abril de 2015, la serie narra los hechos posterior a la destrucción del Muro de los Lamentos, donde Aioria de Leo es el protagonista y despierta en medio de Asgard junto a los demás caballeros dorados. Actualmente Saint Seiya sigue vigente con el manga Saint Seiya Next Dimension, continuación oficial de la serie cuya versión animada ha sido confirmada para un futuro, y con Saint Seiya Saintia Sho. Manga publicado actualmente en Akita Shoten dibujado por Chimaki Kuori.
Tanto el manga original como la adaptación al anime tuvieron gran éxito en Japón, así también en países europeos como Francia, Italia, España, Portugal, y en la mayoría de los países latinoamericanos. No obstante, el anime no se tradujo al inglés, sino hasta su llegada a Estados Unidos en 2003.
En un ranking realizado en línea en Japón y publicado en 2005 por TV Asahi de los cien mejores animes de la historia, Saint Seiya alcanzó el puesto número 11, mientras que en otro ranking realizado en el 2006 alcanzó el puesto número 25.
En 2016, para el trigésimo aniversario del manga clásico de Saint Seiya de Masami Kurumada, se hizo en Japón una exposición conmemorativa con muchos productos relacionados el clásico manga de Saint Seiya (Masami Kurumada) y al anime clásico de Saint Seiya (Toei Animation). Esta gran exposición conmemorativa, se llevó a cabo también en China en Hong Kong.
En 2020 y 2022, Toei produjo dos series CGI de doce episodios cada una, un reboot de una parte de la serie clásica Saint Seiya, distribuida en todo el mundo, la primera temporada (SAINT SEIYA: Los Caballeros del Zodiaco) por Netflix, la segunda temporada (SAINT SEIYA: Knights of the Zodiac - Battle for Sanctuary) por Crunchyroll y la tercera temporada (SAINT SEIYA: Knights of the Zodiac - Battle for Sanctuary - Part II) también por Crunchyroll.

## Argumento

### Saga del Santuario

#### El Torneo Galáctico

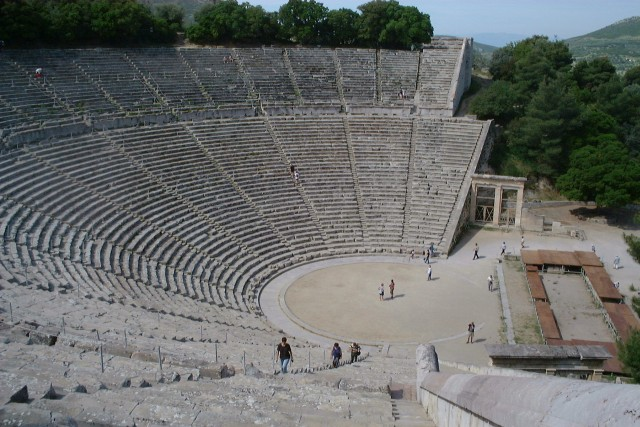
Imagen del Teatro griego en Epidauro, la cual es muy similar al coliseo donde Seiya gana la armadura de Pegaso.

Saori Kido, directora de la fundación Kido, organiza un torneo entre los caballeros (El Torneo Galáctico) en el cual participan guerreros con poderosas armaduras y que son conocidos como los Caballeros de Bronce, quienes luchan no solo por motivos personales, sino también por la codiciada y misteriosa Armadura Dorada.
Mientras tanto en el Santuario de Athena en Grecia un joven aspirante a santo llamado Seiya combate contra su rival Casio para poder obtener la armadura de Pegaso. Al derrotarlo, Seiya logra obtener el título de Santo, no sin antes ser advertido por el Patriarca de no usarla para beneficio personal sino en el nombre de la justicia. Esa misma noche Seiya y Marin de Águila descansan en su hogar hasta que son atacados por sujetos comandados por Shaina de Ofiuco, maestra de Casio que intentan matarlo para arrebatarle su armadura. Seiya usa su armadura por primera vez y derrota a sus enemigos en segundos, además de destruir la máscara y ver el rostro de Shaina, lo cual según las reglas del Santuario está prohibido. Shaina clama venganza jurando matar a Seiya por su osadía.
De regreso en Japón, Seiya se encuentra con sus antiguos amigos, compañeros de orfanato en la niñez, contra los cuales se verá obligado a combatir si decide participar en el torneo. Seiya acepta con el único objetivo de poder encontrar a su hermana, aprovechando que el torneo es transmitido a nivel mundial. Su primer rival en el torneo es Geki de Osa Mayor a quien logra derrotar usando su astucia y técnicas como el Meteoro de Pegaso, el cual Jabu detectó por ser una variante de una técnica de puño que dispara más de cien golpes por segundo. Sin embargo su verdadera prueba es su combate contra Shiryū de Dragón a quien logra derrotar con muchas complicaciones y quedando ambos al borde de la muerte. Luego del combate, Seiya reúne fuerzas y logra salvar a Shiryū al golpear el corazón del Dragón que se dibuja y desdibuja de su espalda gracias a su cosmos; Shiryū queda en deuda con él por haberle salvado la vida.
En el torneo, que continúa sin más complicaciones, se revelan poderosos guerreros como Hyoga del Cisne. En el manga, él viaja desde Siberia para cumplir con la misión encomendada por el santuario: eliminar a todos por transgredir la ley del Patriarca, la cual dice que no pueden usar las armaduras para beneficio propio. Sin embargo, después de observar el combate de Seiya y Shiryū cambia su opinión acerca de los caballeros. En el anime, él simplemente forma parte del torneo como combatiente, sin problemas para acabar con su oponente Ichi Santo de Hidra, y testigo del combate entre el Pegaso y el Dragón.

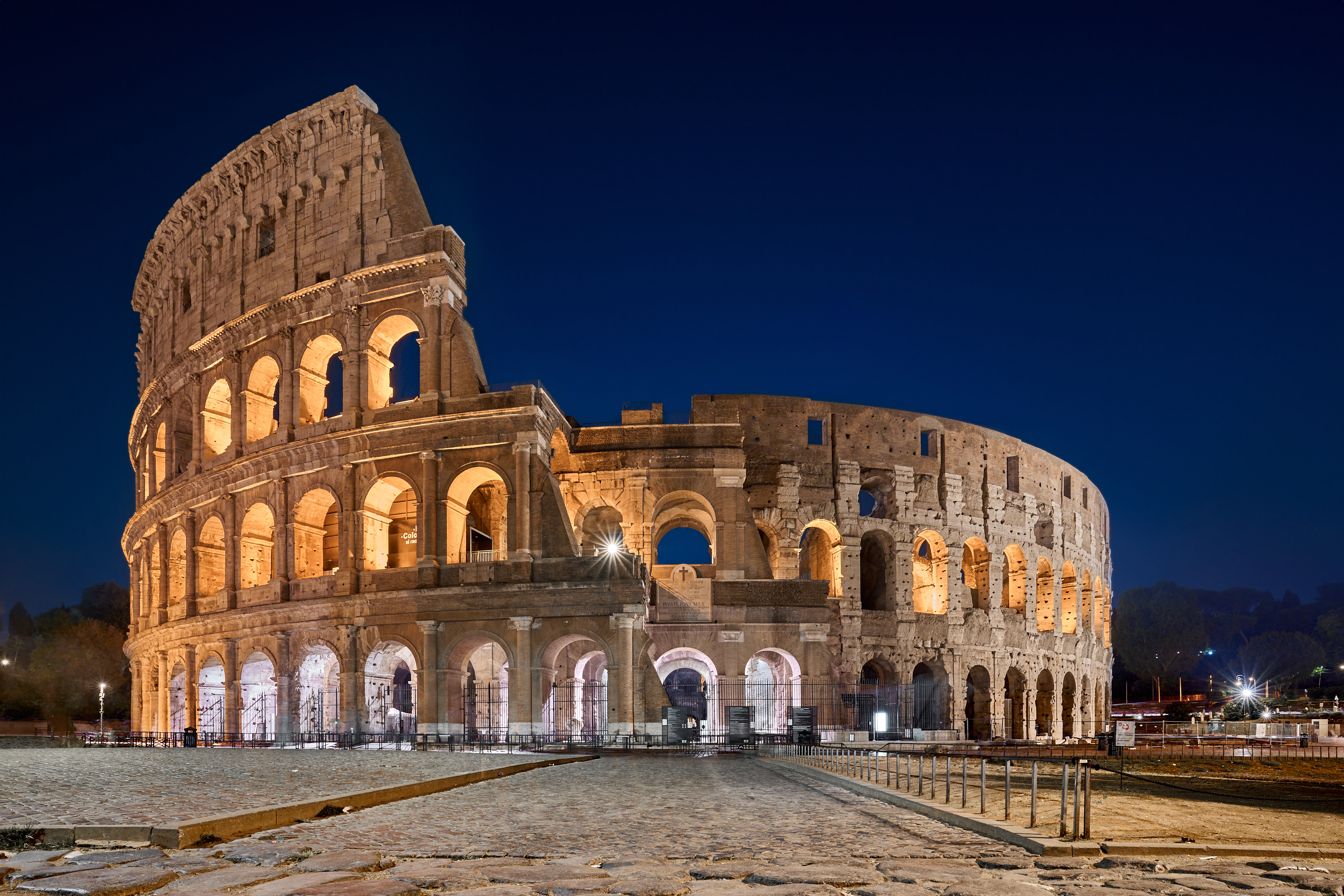
El diseño del coliseo donde se disputa el torneo galáctico se inspira directamente en el Coliseo de Roma.

También destaca la aparición de un joven llamado Shun de Andrómeda quien a pesar de su apariencia tierna y débil logra ganar el primer encuentro a su oponente Jabu del Unicornio (quien había aplastado a su oponente Ban de León Menor y quebrado su armadura). Una vez dada la victoria a Shun el combate es interrumpido por la repentina aparición de un misterioso personaje dentro de la caja de la armadura dorada. Este resulta ser Ikki de Fénix, el hermano mayor de Shun quien supuestamente había muerto.

#### Fénix: los caballeros negros
Ikki, hermano de Shun, el Caballero del Fénix, ha regresado planeando tomar venganza contra la Fundación Kido por haberlo maltratado y enviado a la Isla de la Reina Muerte cuando era pequeño. Ataca a su hermano Shun sin titubeo lanzando y dejándolo en el suelo de un golpe y de paso rompiendo su armadura en su hombro. Jabu el Caballero de Unicornio y Nachi el Caballero de Lobo tratan de detenerle, pero ambos son derrotados fácilmente de un solo golpe, a Jabu en su hombro rompiendo su armadura en la hombrera, Jabu estando muy debilitado ya, y Nachi fue derrotado sin que Ikki hiciera más que su "Puño fantasma" de carácter psíquico. Los Caballeros Negros en el caso, las sombras de Fénix, aparecen y roban la Armadura de Oro de Sagitario inutilizando a Seiya y los demás al saber todos sus movimientos no pudiendo estos hacer nada, además de estar agotados; de todas formas en un rápido intento, los caballeros de bronce logran recuperar cuatro fragmentos de la armadura mostrando que si eran superiores, estos siendo los dos brazos y las dos piernas. Seiya, Shiryu, Hyoga y Shun van tras el Fénix el cual se prueba la armadura de Oro de Sagitario robada y cambiada en su forma por la fundación Kido para camuflarla del Santuario, y después de derrotar a los caballeros negros, los más poderosos sirvientes de Ikki desde la isla de la reina muerte, los cuales se habían apropiado y dividido de las partes de la armadura, logran recuperar casi todos los fragmentos de la armadura de oro, excepto cinco piezas. también uniendo sus fuerzas derrotan al poderoso Ikki, el cual en la versión de Toei, este ayuda a los Santos a darle una idea de lo que era el poder de Dócrates, el sonota saint.
Los caballeros se reagrupan y Shiryū decide partir a Jamir, donde habita Mu de Aries, la única persona capaz de reparar armaduras, para que este repare las armaduras de Pegaso y de Dragón, que habían sido dañadas en el combate. Mu le explica que solo podrá hacerlo derramando su sangre en ambas armaduras. Shiryū lo hace a costa de su vida, mientras Seiya, Hyoga y Shun van en busca del Fénix por las montañas (En el manga la batalla se desarrolla bajo tierra en las cavernas del monte Fuji). Estos se tienen que volver a enfrentar a los caballeros negros. Seiya confronta al Pegaso Negro pudiendo derrotarlo fácilmente; sin embargo, este logra golpearlo con sus puños negros, envenenando su sangre y debilitándolo gradualmente. Hyoga se enfrenta al Cisne Negro, a quien vence, pero este se arranca el cisne que se encuentra en el casco de su armadura y lo transfiere al Fénix para transmitirle las técnicas del Cisne. Finalmente Hyoga se encuentra con Ikki, pero este aprovecha el conocimiento del Cisne negro y lo derrota fácilmente. Shun se encuentra con Andrómeda negro a quién derrota con mucho esfuerzo. Al final, llega Shiryu para enfrentarse con el Dragón Negro (en el manga, el Dragón negro es apoyado por su hermano, un personaje ciego quien lo ayuda revelando los movimientos de sus oponentes). Seiya, al borde de la muerte, es salvado por Shiryu, quien abre unos orificios en Seiya marcando su constelación para expulsar la sangre contaminada. Inmediatamente van en busca del Fénix. Ikki se enfrenta a Shiryu y a Shun en un fiero combate; todo parece perdido hasta que aparece Seiya, recuperado de sus heridas, junto con Hyoga. En la lucha, la armadura dorada se une y protege a Seiya de Ikki, ayudando a derrotarlo.
Ikki, derrotado, les cuenta los terribles momentos vividos en la Isla de la Reina Muerte. Para convertirse en un caballero se vio obligado a asesinar a su maestro, demostrando de esta manera el odio que tenía en lo más profundo de su ser. De esta manera decide acabar con la Fundación Kido y con todo lo que se relacionaba con ello, incluyendo a su hermano (En el manga se muestra a Ikki revelándole a seiya el secreto de que todos los caballeros de bronce son hermanos, hijos de un hombre japonés con diferentes madres, dicho secreto le fue revelado a Ikki después de derrotar a su maestro en la Isla de la muerte, Dicho Hombre resultaría ser Mitsumasa Kido, El mismo que los crio en su orfanato). De pronto aparece Dócrates, un caballero enviado por el Santuario para recuperar la Armadura de Oro. Dócrates le ordena a Ikki que le entregue el casco de la armadura de oro, pero este se niega y se lo entrega a Seiya. Ikki, en un último esfuerzo ataca a Dócrates, resultando ambos sepultados por el derrumbamiento de la montaña. Aun así, los esbirros de Dócrates logran llevarse todas las partes de la armadura, excepto el casco dorado, que ahora está en manos de Seiya y sus compañeros. Todos corren para ponerse a salvo pero Ikki, completamente debilitado, no logra hacerlo y muere aplastado. Los caballeros dejan una cruz en el lugar; Hyoga cuelga el crucifijo que le regaló su madre antes de morir. Con el casco de la armadura dorada en sus manos, los Caballeros de Bronce tiene aun una ventaja sobre sus enemigos. Más tarde, en el Valle de la Muerte, los soldados de Dócrates lo buscan entre los escombros. Dócrates se levanta de los escombros y se prepara para vengarse de Fénix por su osadía.
Dócrates llega a la fundación y secuestra a Saori y a Tatsumi. Los caballeros van al coliseo en donde se realizó el Torneo Galáctico para intercambiar el casco dorado por Saori y Tatsumi. Sin embargo, Dócrates los engaña, ordenando a sus soldados llevarse el casco. Estos son interceptados por Hyoga quien esperaba afuera. Aún dentro el coliseo, Dócrates busca matar a Seiya, puesto que él venció a su hermano Casio para conseguir la armadura del Pegaso. Shun y Seiya atacan a Dócrates, pero este demuestra ser demasiado poderoso. Hyoga entra con el casco dorado y utiliza una técnica que le enseñó su maestro para congelar las piernas de Dócrates. Sin poder moverse, este es atacado por Shun y Seiya, y cae derrotado. Los caballeros se dan cuenta de que los guerreros del Santuario no se darán por vencidos hasta que obtengan el casco dorado.
Arles, el gran Patriarca del Santuario, se desespera y manda a Geist y a sus Caballeros de los Abismos a obtener el casco dorado de los Caballeros de Bronce. Y que el Patriarca había exiliado del santuario a Geist, Delfín, Medusa y Serpiente marina, les prometió perdón si le llevaban el casco dorado. Geist y sus caballeros toman la acción ofensiva y roban uno de los buques petroleros de la Fundación Kido. Mandan un ultimátum a los Caballeros de Bronce: si no se presentan con el casco dorado en 24 horas, ellos hundirán el buque, contaminando por meses el océano y matando a todos sus tripulantes.
Seiya y sus amigos no tienen opción y van al buque donde los atacan los Caballeros de los abismos. Logran salvar el buque, pero Geist y sus aliados escapan con el casco dorado. Para recuperarlo, los persiguen hasta la Isla Calavera donde los combaten. Seiya, a punto de ser derrotado por Geist, es protegido una vez más por el caso dorado. De esta manera Geist es vencida y el casco recuperado.
Sin muchas claves sobre el enemigo del Santuario, Seiya, Shiryu y Hyoga deciden ir con sus respectivos maestros para preguntarles acerca el Santuario. Shun es comisionado para cuidar de Saori y del casco dorado. En los Cinco Picos de China, Dohko le explica a Shiryu que el Caballero de Cristal, maestro de Hyoga, había decidido hablar con el Patriarca al darse cuenta del mal que estaba haciendo. Sin embargo, el Patriarca utiliza su Golpe Fantasma para controlar su mente y lo manda de regreso a Siberia. Mientras tanto, en Grecia Seiya pelea contra Shaina y sus cómplices, pero aparece Marin y le da a entender que Hyoga está en problemas.
Hyoga llega a Siberia buscando a su maestro, pero ve que toda la gente del pueblo está construyendo una pirámide de hielo para el Caballero de Cristal. Hyoga no quiere creerlo y va a buscar a su maestro, quien lo recibe con un golpe. Hyoga no quiere pelear con la única persona a la que podía llamar "padre", pero el Caballero de Cristal no le deja opción y Hyoga pelea con su maestro. El golpe del Patriarca empieza a debilitarse; al distraerse con un dolor de cabeza, Hyoga ataca con su Relámpago de Aurora y lo vence. Ya sin el control del Patriarca, el Caballero de Cristal destruye la pirámide de hielo y muere.
Sin pistas del casco dorado, Arles manda a Fornax, el Caballero de la Llama, a atacar el coliseo del Torneo Galáctico y la mansión Kido, todo esto con el fin de hacer que Saori salga de su escondite para quitarle el casco dorado. Mientras tanto, en una cabaña en el bosque, Saori y Tatsumi ven como se incendia el coliseo y la mansión, pero Shun no los deja ir. Tatsumi ignora a Shun y va a la mansión, donde es capturado y torturado. Sabiendo la ubicación de la cabaña, Fornax llega y empieza a incendiar el bosque. Shun intenta defender la cabaña del fuego, pero es inútil y queda envuelto en las llamas. En ese momento, las llamas se elevan y en el cielo aparece la figura del Ave Fénix. El Caballero del Fénix aparece de entre las llamas con su hermano Shun, y con un Golpe Fantasma derrota a Fornax.

#### Los Santos de Plata: La lucha por la armadura de oro
Seiya y Hyoga llegan de Siberia y ven que Ikki ha vuelto de entre los muertos para pelear a su lado. Mientras, Arles ya no tiene otra opción y manda a Misty del Lagarto, caballero de Plata, a matar a Seiya. Junto con Misty, Arles manda a Marin, Caballero Femenino del Águila y maestra de Seiya.
Durante un paseo en la playa, Seiya se encuentra con Misty y con Marin. Kiki, escudero y aprendiz de Mu, quien acompañaba a Seiya, utiliza su poder para traer la armadura del Pegaso para que pudiera pelear. Marin le explica a Seiya que Misty es un Caballero de Plata y que él no lo podrá derrotar; dicho esto, Marin atraviesa la armadura de Seiya. Seiya cae, pero Misty se sorprende al ver la facilidad con la que Marin lo mató, así que después de enterrar el cuerpo, Misty le dice a Marin que se vaya y desentierra el cuerpo de Seiya, dándose cuenta de que sigue con vida. La pelea entre Misty y Seiya dura poco y Seiya es quien gana. Pero aparecen Asterión, Caballero del Lebrel (Perro de Caza), y Moisés, Caballero de la Ballena. Ambos son Caballeros de Plata y lastiman seriamente tanto a Marin como a Seiya, pero al final son derrotados. Seiya despierta en la playa y ve un mensaje que le dejó Marin. "Seiya: por favor, cuida de Atena".
Todos los Caballeros de Bronce se reúnen en el coliseo para descifrar el mensaje de Marin. En la antigüedad, los Caballeros protegían a la diosa Atena, pero aún no se habían encontrado con ella. Tatsumi les dice que están mal, puesto que Atena siempre ha estado a su lado, y revela que Saori Kido es la encarnación de la diosa.
No acaban los Caballeros de Bronce de salir de su asombro, cuando aparece un nuevo Caballero de Plata, Babel de Centauro, quien tiene el poder de dominar el fuego. Más poderoso que Fornax, resulta ser un oponente poderoso. Hyoga se enfrenta a él, defendiendo al grupo con su barrera de aire frío; sin embargo, pronto se agota por los incesantes ataques de Babel. En ese momento aparecen tres figuras misteriosas en el coliseo, quienes primero solo observan la pelea pero más tarde atacan a Babel, diciendo que son "Caballeros de Acero". Hyoga aprovecha la distracción de Babel y acaba con él. Los Caballeros de acero se retiran sin decir palabra alguna, dejando a los caballeros de bronce y a Saori "Atena" en confusión.
Ahora los Caballeros conocen su verdadera misión: proteger a Athena del Patriarca del Santuario.
En un intento por ir al Santuario para ver que estaba pasando, Seiya, Shun y Shiryu quedan atrapados en una isla al caer el avión que los transportaba debido al poder mental de Espartano, uno de los Caballeros de Plata. En la isla, Shaina se enfrenta con Seiya, mientras que Shun enfrenta a Algol de Perseo. En su ataque, Shun queda convertido en piedra para el asombro de Seiya y Shiryu. Algol es el poseedor del Escudo de Medusa, el cual tiene la habilidad de convertir en piedra a aquel que lo vea. Seiya, en un intento de ataque, también queda convertido en piedra.
Shiryu trata de luchar contra Algol, pero le resulta complicado puesto que evita mirar el escudo de Medusa. Pronto se da cuenta de que para poder vencerlo, debe sacrificar su vista. Con sus dedos se destruye los ojos. Sin poder ver el escudo de Medusa, Shiryu mata a Algol, lo cual permite que Seiya y Shun vuelvan a la normalidad; sin embargo, los ojos de Shiryu no pueden sanar y queda ciego.
Sin poder ver, Shiryu decide volver con su maestro Dohko en China. En Japón, en el cuartel subterráneo de los Caballeros, Ikki tiene diferencias con los demás Caballeros de Bronce y decide viajar solo. En eso, Jamián, Caballero de Plata del Cuervo y criador de cuervos, manda a sus mascotas para que secuestren a Saori. Seiya los persigue y salva a Saori, pero queda muy dañado de su mano izquierda. Rodeado por Jamián y por Shaina, Seiya decide lanzarse al vacío, pero no engaña a Shaina.
Al día siguiente, Shaina baja a buscar a Seiya y a la mujer que protegía, Saori. Abajo, Saori ve que Seiya está desmayado por la caída. Shaina intenta asustar a Saori, pero esta usa su cosmoenergía y Shaina la reconoce como la energía de Athena. Jamián llega e intenta atacar a Saori, pero Hyoga y Shun llegan para evitarlo. Con Jamián muerto y Atena del lado de los Caballeros de Bronce, Shaina decide huir.
Después de eso, aparecen dos Caballeros de Plata frente a Saori, Seiya, Hyoga y Shun.
Estos caballeros son Dante de Cerbero y Capela de Auriga, que vienen a matar a Seiya. Dante utiliza sus cadenas para lanzar a Hyoga y a Shun a un abismo, pero gracias a la cadena de Andrómeda no se lastiman. En eso, el Caballero del Fénix aparece y con su poder hace una línea que separa —según dice— la vida de la muerte a quien la cruce, retando a los caballeros de plata. Ambos la cruzan. Fénix vence a Capella con su Golpe Fantasma mientras que Shun acaba con Dante. Fénix los deja para regresar a la isla de la Reina Muerte al ser desafiado por Jango, el nuevo jefe de los caballeros negros, entre ellos el Fénix negro. Ikki se encuentra en desventaja cuando Seiya y compañía intervienen ayudados por los caballeros de acero. Arles destruye la isla con una erupción volcánica, pero Ikki y los demás pueden escapar tras derrotar a Jango y los caballeros negros.
Seiya no soporta que su amigo Shiryu este ciego y decide ir a buscar a Mu para ver si tiene alguna cura. En Jamir, Seiya encuentra a Kiki, quien le dice que no ha visto a Mu desde hace varios días. Kiki le dice a Seiya que existe un agua sagrada que tal vez pueda sanar los ojos de Shiryu. Seiya sube la montaña donde se encuentra el agua y al regresar con Kiki se encuentra con Aracne, Caballero de Plata de Tarántula. Una vez más, Kiki le trae a Seiya su armadura de Pegaso por medio de su poder mental, y este logra vencer a Aracne. En China, Shiryu se encuentra con Okko, con quien compitió por la armadura del Dragón. Shiryu es derrotado por Okko, ya que ha perdido su fuerza de pelea, pero recupera su espíritu y derrota a Okko. Entonces, decide volver con sus camaradas. Antes de ir al santuario, Shiryu se enfrenta al caballero dorado Máscara de Muerte, que fue enviado por Arles para encontrar a los caballeros de Aries y Libra.
Poco después, el casco dorado desaparece de las manos de los Caballeros de Bronce, mientras que las otras partes de la armadura dorada desaparecen también del Santuario. En un lago, en medio de unas montañas desconocidas, ambas partes se encuentran y la armadura dorada se hunde en el agua. De vuelta en Japón, Seiya y Shaina vuelven a enfrentarse cuando aparece Aioria (hermano de Aioros) enviado por Arles para recuperar el casco y derrotar a los caballeros de bronce. Cuando Aioria se entera de que su hermano no fue un traidor y salvó a Atena, perdona a Seiya y aparecen tres Caballeros de plata: Sirius del Can Mayor, Dio de Musca y Argeti de Hércules. Seiya se encuentra en problemas cuando aparece la armadura dorada y viste a Seiya para derrotar a los caballeros de plata. Aioria jura proteger a Atena y le encarga a Seiya la armadura dorada. Cuando Athena Saori se entera de que la armadura no está en el Santuario, decide preparar un viaje para visitar al Patriarca en el Santuario (en el manga, La armadura de Sagitario cambia de forma porque Kido la había camuflado para que el santuario no la descubriera).
Shun se encuentra con June (compañera suya en la isla de Andrómeda), que le cuenta que Milo de Escorpión ha destruido la isla y derrotado a Albiore (el maestro de Shun). June teme que Shun también sucumba en el santuario así que le impide ir, cuando aparecen otros caballeros de Andrómeda: Reda y Spicca que intentan sacrificar a Shun para que el santuario se apiade de ellos, pero Shun puede vencerlos (en el manga, esta lucha se da en el monte Fuji).
Versión del manga
- En la pelea contra Ikki, todos descubren que son hermanos. Mitsumasa Kido tuvo 100 hijos por el mundo. Fue entonces cuando Aioros le pidió que los reclutara para ser Caballeros. Esta es la razón principal por la que Ikki explota en odio.[17]Ikki acaba con la mayoría de los Caballeros Negros en la isla, reclutando a algunos como sirvientes para acabar con su propio maestro. Sin embargo, la armadura del Fénix la poseía Jango.

- Luego de la pelea contra Ikki, los Caballeros de plata buscan a los de bronce por mandato del patriarca para matarlos; ocasionan un temblor y la montaña se viene abajo. Mu de Aries tele transporta a los 4 caballeros Negros y a los de bronce menos a Ikki, quien se niega. Luego engaña a los Caballeros plateados haciéndoles ver en una ilusión que los Caballeros Negros son los de Bronce. Es así como Centauro llega a la playa a enterrar al supuesto Cisne, Lebrel al supuesto Andrómeda, y Ballena al supuesto Dragon. Es así cuando Lagarto no cree que Marin derrotó y enterró a Pegaso, por lo que se queda atrás. Descubre a Pegaso vivo y ocurre la batalla entre ambos.

- Dragón pelea contra Perseo pero sin Espartano.

- Saori les explica a los Caballeros de bronce que ella es Atena; sin embargo, ellos no le creen. Ya que siguen enojados por los combates y por la revelación que Ikki es su medio hermano, deciden no apoyarla en el combate contra el santuario. En ese momento, aparece Jamián de Cuervo y la rapta.

- Shun se ve enfrentado a June de Camaleón y esta le deja ver su rostro.

#### Los Santos de Oro: La batalla de las doce casas

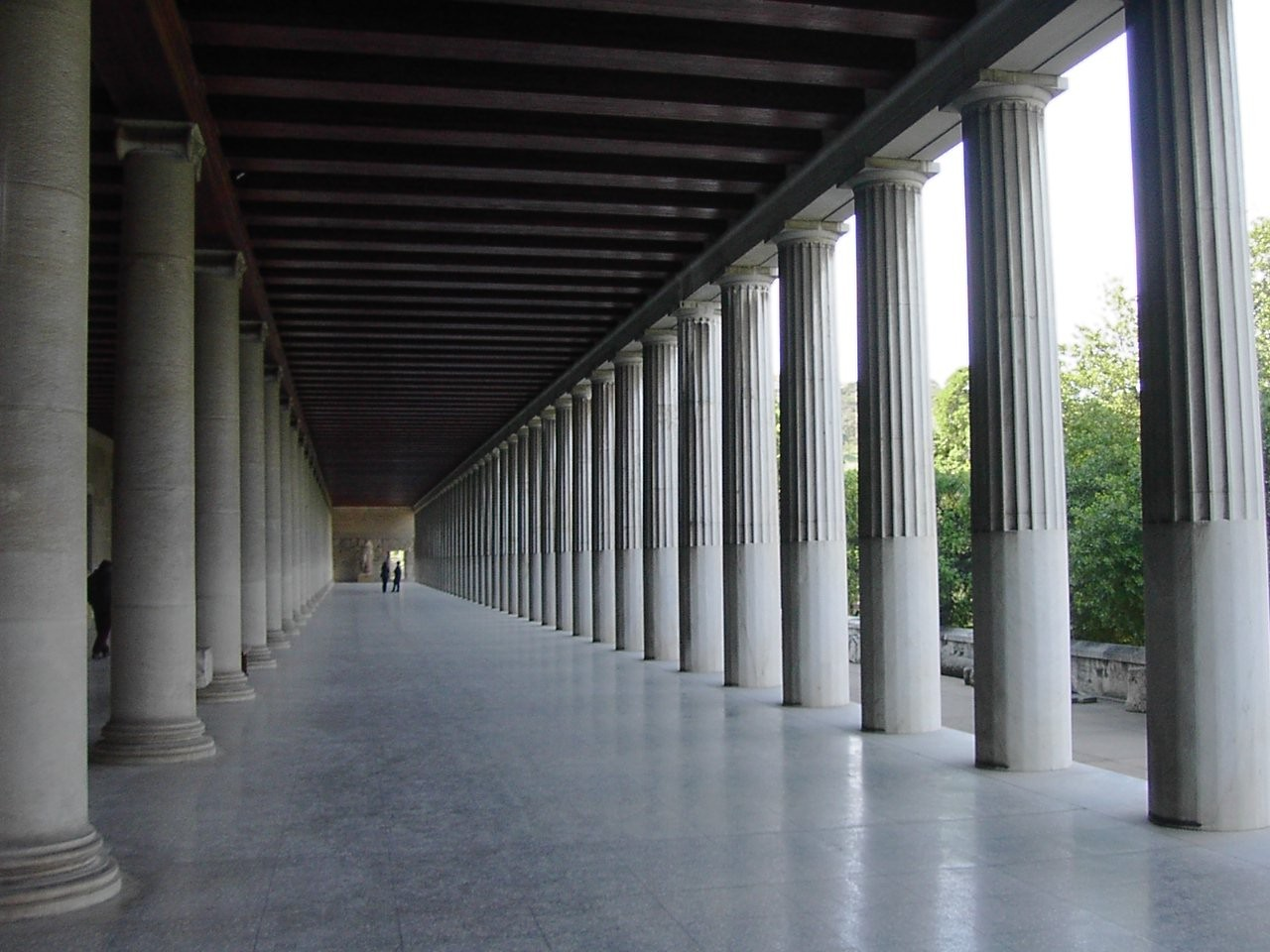
Las casas del Santuario están basadas en diversas arquitecturas de los templos griegos.

La batalla inicia cuando los caballeros y Athena están en busca del Patriarca ya que Saori le anunció que pronto irían al Santuario a verlo. Aparece una figura encapuchada quien los guía hacia donde se encuentra el Patriarca; les explica que deben atravesar las 12 casas del Zodiaco para poder verlo (cosa que nadie ha logrado). Repentinamente, esta persona se revela como Ptolemy de la Flecha, y les impide continuar, diciendo que no los dejará llegar ni siquiera a Aries, la primera casa. Ptolemy los ataca con flechas, pero Seiya es capaz de derribarlo fácilmente con su ataque de meteoritos. Todo parece haber salido bien; sin embargo, se dan cuenta de que Athena fue herida con una flecha dorada en su pecho. Ptolemy les dice que el único quien puede retirar la flecha es el Patriarca y al clavarse la flecha se inició un ciclo de doce horas que al finalizar la flecha atravesaría su corazón por completo y solo tienen ese tiempo para atravesar las 12 casas.
La primera casa es la de Mu de Aries, el cual al ver sus armaduras muy dañadas por los combates anteriores les ofrece componer sus armaduras ya que con ellas no serán rivales para los caballeros dorados. Una vez terminadas, las armaduras toman mucha vida y con sus defensas completas y reforzadas, pasan a la siguiente casa e inician la pelea con Aldebarán de Tauro; él les impide el paso porque no los cree capaces de derrotar a un Caballero de Oro. Tras una intensa batalla Seiya eleva su cosmos al máximo y consigue cortarle el cuerno derecho; Tauro lo deja pasar pero Shiryu y los demás deben derrotarlo antes de poder continuar.
Seiya se adelanta a la casa de Géminis, y lo alcanzan los demás. Se dan cuenta de que la casa es un laberinto, y cada vez que tratan de entrar la casa los regresa hasta el principio. La casa se divide en dos entradas, por lo que los cuatro deciden entrar y separarse en dos pares: Seiya con Shiryu y Hyoga con Shun. Shiryu, con su ceguera, logra percibir la salida y junto con Seiya logran salir de la casa y poder avanzar a la siguiente, mientras que Shun y Hyoga quedan atrás peleando contra la armadura vacía de Géminis. La armadura de Géminis es controlada por el Patriarca desde su sala. En un ataque, Hyoga es enviado a una dimensión desconocida pero Shun resiste y con ayuda de Ikki, quien se encuentra en la isla de Kanon, logra derrotar al supuesto caballero de Géminis.
Shun logra atravesar la casa y mientras tanto Hyoga que a causa del ataque de Géminis fue enviado a otra dimensión, aparece repentinamente en la casa de Libra. Esta casa fue anteriormente custodiada por Dohko, el maestro de Shiryu. Ahí aparece Camus el caballero de Acuario que había sido maestro del Caballero de Cristal, maestro de Hyoga. Camus insulta mucho al Caballero de Cristal y ataca a Hyoga y el barco en donde se encontraba su madre mandándolo a las profundidades del mar donde estaba hundido y nadie podrá alcanzarlo, pues cree que debe desprenderse del pasado para convertirse en un verdadero Caballero de Oro. Sin embargo, Hyoga intenta atacarlo pero es derrotado fácilmente por su técnica de Ejecución de Aurora matándolo de esta forma y haciendo que su cosmos se extinga con su muerte (cosa que sienten los demás caballeros en el momento). Camus le hace a Hyoga un féretro de hielo donde su cuerpo permanecerá en la casa de Libra descansando en paz y no podrá ser destruido por los caballeros dorados.
En la siguiente casa, de Cáncer, Seiya y Shiryu se encuentran con Máscara de Muerte en una casa que está llena de cadáveres que anteriormente fueron víctimas suyas y sus almas no pueden descansar en paz. Seiya logra pasar mientras Shiryu se queda peleando contra Máscara de Muerte. Este lo ataca y envía su alma a la Colina de Yomotsu, la frontera entre el mundo de los vivos y el mundo de los muertos. Shiryu ahí se encuentra con las almas de Hyoga y de Athena. En este valle, el alma de Athena quien se está debatiendo entre la vida y la muerte, con su poder, regresa a Shiryu a su cuerpo en la casa de Cáncer, algo que nunca había podido lograr una víctima de Máscara Mortal, sin embargo, el alma de Shiryu es enviada nuevamente a Yomotsu. Temeroso porque Shyriu pueda volver de nuevo y aún más poderoso, Máscara de Muerte decide tomar medidas seguras y se traslada en cuerpo y alma al Valle de la Muerte para acabar con él de una vez por todas. El alma de Shiryu logra despertar su séptimo sentido para combatirlo, durante el combate la armadura de Máscara Mortal lo abandona por no demostrar fidelidad a la diosa Athena y no estar a la altura de los ideales de un caballero, Shiryu lo vence y lo hace caer a Yomotsu. Su alma regresa a su cuerpo lo cual hace que recupere la vista, los cadáveres de la casa de Cáncer desaparecen ya que con la muerte de Máscara Mortal finalmente ya pueden descansar en paz, tras esto se encuentra con Shun y juntos se dirigen a la casa de Leo.
Seiya llega a la casa de Leo y se encuentra con Aiora que se encuentra hipnotizado luego que los Caballeros de bronce le revelaran la verdad de su hermano Aioros. Seiya al no entender el por qué de su comportamiento se ve forzado a pelear contra él. Luego de una pelea cruel en la que está a punto de acabar con Seiya, Cassios interviene para ayudarlo, y le revela a Seiya que está controlado por el golpe satánico del Patriarca que lo hipnotizó luego de descubrir que conoció a la verdadera Athena y la única forma de romper la hipnosis es matando a una persona. Cassios se sacrifica, logrando que desaparezca el control del Patriarca sobre el caballero de Leo. Aiora con la memoria recobrada se lleva el cadáver de Cassios y los deja avanzar a la casa de Virgo, advirtiendo que no dejen que el Caballero de Virgo, Shaka, abra los ojos.
Shaka logra derrotar con facilidad a Seiya, Shiryu y Shun, pero en eso llega Ikki para defenderlos. Los dos logran sostenerse en el combate; Shaka decide derrotar a Ikki usando su técnica Tesoro del Cielo. Para realizar este ataque, Shaka debe abrir los ojos y parece acabar con Ikki al quitarle sus seis sentidos, sin embargo Fénix revela que todo fue parte de su plan al comprender que Shaka fortalecía sus cosmos al privarse de la vista por lo que Ikki lo dejó privarlo de todos sus sentidos para obtener un cosmos superior y despertar su séptimo sentido. La pelea llega a tal grado que ambos explotan y se desintegran. Con el camino abierto, los demás pueden avanzar a la casa de Libra.
Esta casa es custodiada por Dohko, maestro de Shiryu. Sin embargo, los santos se niegan a avanzar hasta liberar a Hyoga del ataúd de hielo. Dohko permite a Shiryu utilizar la espada de Libra para liberarlo sin embargo Hyoga se encuentra al borde de la muerte por el aire frío de Camus. Para salvarlo, Shun lo ayuda a recuperar su calor corporal al utilizar su energía cósmica, arriesgando su vida en el proceso.
En el templo de Escorpio, Seiya y Shiryu se enfrentan a Milo, pero no son rivales para el santo hasta que aparece Hyoga recuperado y con el cuerpo de Shun en sus manos, Hyoga lo entrega a los otros santos y les dice que vayan a la siguiente casa. Milo y Hyoga tienen una sangrienta pelea en la que Hyoga logra congelar a Milo, pero a la vez queda muy malherido por la aguja escarlata del escorpión. Milo reconoce el valor de Hyoga y descubre que realmente está del lado de Athena por lo que lo salva y lo deja ir a la siguiente casa.
La siguiente casa es el templo de Sagitario, se supone que no estaba protegida por nadie porque su guardián está muerto pero Seiya se sorprende cuando se encuentra en su interior la armadura de oro de ese signo y esta intenta atacarle, todo se trata de una prueba que Aioros el caballero de Sagitario ha impuesto desde el más allá a los caballeros de bronce la cual logran pasar con éxito y tras una pared encuentran tallado el testamento de Aioros encomendándoles la protección de Athena.
El grupo llega a la casa de Capricornio donde Shura el Santo de oro de esa casa aparece y se enfrenta a los santos de bronce, Shiryu decide enfrentarlo mientras el resto avanza a la siguiente casa. Shura logra descubrir el punto débil de Shiryu al bajar la guardia y con su técnica "Excalibur" logra destruir fácilmente el escudo de Shiryu. Al verse indefenso, Shiryu no tuvo otra salida más que emplear para matar a su enemigo "El último dragón", una técnica muy efectiva, pero suicida. Poco antes de morir el Santo de oro cae en la cuenta que está luchando en el bando equivocado y cede su armadura a Shiryu que se salva gracias a esta protección.
En Acuario, Seiya, Hyoga y Shun encuentran a Camus. Hyoga decide enfrentarlo solo y los otros dos continúan adelante, el maestro quien enseñó a Hyoga todo lo que sabe, intento protegerle encerrándole en el ataúd de hielo, pero sus compañeros lo sacaron y ahora se ve obligado a luchar en serio. Hyoga derrota a Camus, pero ambos caen en la pelea y a cambio Hyoga aprende algo de su nuevo maestro, la Ejecución de Aurora, que es el ataque más fuerte del caballero de Acuario.
En Piscis, Seiya y Shun se encuentran con Afrodita de Piscis el más bello y letal de los santos de oro según el Patriarca. En la última casa del Zodiaco, se enfrenta al santo de Andrómeda, al cual le lanza una rosa envenenada que en cuánto se vuelva roja habrá absorbido toda su sangre y Shun estará muerto. Pese a la destrucción de su armadura y mediante el uso de su cosmos, Shun vence a Afrodita. Aparte se descubre que este caballero es quien realmente provocó la destrucción de la isla Andrómeda atacando por la espalda al maestro de Shun con una de sus rosas mientras peleaba contra Milo. Seiya se encuentra en problemas debido a que Afrodita había llenado de rosas venenosas el camino a la cámara del Patriarca, pero Marin aparece y dándole su máscara a Seiya, este logra destruir las rosas malignas y continúa adelante ya que Shaina aparece y se ofrece a cuidar a Marin quien quedó expuesta al veneno de las rosas.
Seiya llega a la cámara del Patriarca quien expresa arrepentimiento y le explica que la única manera de salvar a Athena es llegando al templo de esta y reflejar el escudo de la diosa para retirar la flecha, pero luego sufre una transformación y se convierte en un ser maligno. Marin le revela a Shaina que fue a Star Hill (un observatorio de estrellas exclusivo para Arles) y descubrió el cadáver del genuino patriarca. Mientras en el templo Arles, que es en realidad Saga de Géminis el caballero dorado que se ocultaba tras una máscara y la identidad del pontífice manejando su armadura desde lejos con su poder mental. Seiya descubre la crisis de doble personalidad que sufre Saga, pero este le ataca de forma brutal. Seiya llega hasta él, pero Saga es demasiado poderoso y lo deja medio muerto quitándole todos los sentidos. Shaka logra comunicarse con Mu y le pide que lo transporte a él y a Ikki desde la dimensión donde el santo de bronce los ha encerrado, al volver explica al Fénix que su ejemplo le ha hecho cambiar de opinión y le pide que vaya junto a Seiya y lo ayude. Saga se enfrenta al Ikki mientras Seiya se dirige al templo de Athena logrando reflejar con el escudo la flecha que estaba clavada y de paso refleja al caballero de Géminis.
Athena regresa a la normalidad y decide enfrentar a Saga, quien ataca a Athena y en el último momento se suicida con el cetro de Athena arrepentido de todos sus actos y hace que el mal que le causaba la doble personalidad desaparezca para que muera como el noble caballero que era. Athena llora pidiendo perdón a Seiya y a los demás caballeros por el sufrimiento que les hizo pasar en la batalla de las doce casas.

### La historia del Cisne: Natassia del país del hielo
Nota: esta historia es exclusiva del manga
Sinigrado (Blue Graad en la versión original), es una antigua ciudad cuyos guerreros formaban un poderoso ejército que controlaba las regiones boreales durante la era mitológica. Cerca a este lugar, Hyōga, Santo de bronce del Cisne, es citado a presentarse. Allí se aparecen ante él los Guerreros azules comandados por Alexer, hijo de Piotr gobernante de Sinigrado. Alexer solicita a Hyōga que se una al grupo de los Guerreros azules, sin embargo Hyōga se rehúsa y es derrotado por la técnica más poderosa de Alexer, el Impulso azul.
En los calabozos de Sinigrado, Hyōga despierta y se encuentra con una bella joven quien se presenta como Natassia, hija de Piotr y por ende, hermana de Alexer. Le cuenta a Hyōga que hace cinco años Alexer fue desterrado de Sinigrado debido a sus intenciones de hacer la guerra con el objetivo de conquistar las tierras del sur, ideales completamente opuestos a los de su padre Piotr, quien era considerado un hombre de paz. Ahora Alexer ha regresado con los Guerreros azules, dispuesto a cumplir con sus objetivos.
Lamentablemente, mientras Natassia relata estos hechos a Hyōga, Alexer da muerte a Piotr. Afortunadamente el pequeño Jakov, amigo de Hyōga, logra infiltrarse en la prisión de Hyōga llevándole su armadura. Alexer va a la celda de Hyōga, para pedirle una vez más que se una a él a lo que este reitera su negativa. Hyōga trata de hacerle desistir en sus planes de matar a su padre, pero Alexer le confirma que es demasiado tarde y lo deja en manos de los guerreros azules.
Hyōga se libera de sus cadenas y acaba con los guerreros azules y se enfrenta con Alexer. Esta vez el aire frío de Hyōga es más fuerte y derriba a Alexer con su Polvo de diamante. Alexer trata de contraatacar con su Impulso azul, pero esta vez Hyōga lo detiene con una sola mano. Finalmente Hyōga derrota por completo a Alexer con la Ejecución de la Aurora.
Jakov trae noticias de Natassia, quien ha salido al exterior, poniendo en peligro su vida debido a las bajas temperaturas. Hyōga y Alexer acuden de inmediato y encuentran a Natassia congelada en una gran glaciar. Hyōga destruye el glaciar, salva a Natassia, y perdona la vida a Alexer, quien se arrepiente de sus actos.
Hyōga le comenta a Alexer que su madre también se llamaba Natassia.

### Saga de Asgard
Nota: esta historia es exclusiva del anime
Hilda de Polaris es la máxima autoridad en el país de Asgard en dónde reina el aire frío y el hielo, su cargo es el de representante en la tierra del dios Odín y su labor es rezar para mantener los hielos congelados y que no inunden el resto del mundo. Hilda se encontraba rezando cuando una extraña voz le ordena que tome el Santuario y gobierne la Tierra. Hilda, quien estaba en contra de la violencia, se niega por lo que la voz se enfurece y pone un anillo en su dedo en contra de su voluntad; al suceder esto, la personalidad de Hilda cambiada a una fría y maligna, declarando la guerra al Santuario y despertando las siete legendarias armaduras de los Dioses Guerreros de Asgard: Thor de Phecda "Gamma", Phenril de Alioth "Épsilon", Hagen de Merak "Beta", Mime de Benetnasch "Eta", Alberich de Megrez "Delta", Syd de Mizar "Zeta" y su estrella gemela Bud de Alcor "Zeta" y el líder y más fuerte de los Dioses Guerreros, Sigfrid Dubhe de "Alfa".
Pocos días después el Santuario es atacado por Syd de Mizar quien busca la cabeza de Athena y en el trayecto acaba rápidamente con Aldebarán, Jabu y los demás Santos de Bronce. Justo antes de golpear a Athena, los Santos atenienses aparecen con sus armaduras reconstruidas con la sangre de los Santos Dorados. Tras un intercambio de ataques con Seiya y Shun, donde estos quedan seriamente lastimados, Syd decide retirarse de la batalla y esperar a los santos en Asgard para la batalla final.
Athena y los santos se trasladan a Asgard donde son contactados por Fleur, hermana de Hilda, quien les cuenta que Asgard se está derritiendo y si eso pasa muchas ciudades quedarán bajo el agua ya que Hilda ha dejado de rezar. Mientras hablaban llega Hilda con los Dioses Guerreros y le dice a Saori que en muy poco tiempo Asgard se derretirá inundando el mundo. Saori se da cuenta de lleva puesta la Sortija Nibelungo, creada por demonios para corromper el alma por lo que deben quitársela. Hilda se retira al Palacio de Valhalla y Seiya, Hyoga y Shun salen a pelear contra los Guerreros de Asgard para llegar hasta ella mientras Saori trata de detener el deshielo, sin embargo ya que no es la elegida de Odín, solo podrá detenerlo algunas horas antes de morir.
Thor de Phecda Gamma es el primero en presentarse y se enfrenta a Seiya quien no puede hacer nada contra la fuerza del gigante y sus labrys, aun usando el séptimo sentido solo logra que el dios guerrero pelee en serio. Shiryu aparece y le dice que solo pueden quitarle la Sortija Nibelungo a Hilda con la espada de Balmung, que solo puede ser invocada con los siete Zafiros de Odín, incrustados en las armaduras de los dioses guerreros, por lo que derrotarlos se vuelve una necesidad. Seiya decide continuar peleando inspirado por esto y animado por el cosmos de Saori gracias a lo cual incrementa su poder lo suficiente para derrotar a Thor.
A mitad del camino Shiryu es atacado por Phenril de Alioth Épsilon, quien comanda una manada de lobos. Phenril le lastima los ojos de Shiryu y lo ataca en conjunto con los lobos. Sin otra opción el santo usa su puño para destruir un glaciar y crear un alud que mata a su oponente, aunque lo logra, los lobos lo empujan por una grieta en el hielo y Shiryu queda inconsciente en el fondo varias horas.
Hyoga se encuentra con Hagen quién no solo controla el cosmos del hielo, sino también el cosmos del fuego, además posee resentimiento hacia el cisne ya que ama a Fleur y esta se ha vuelto muy cercana al caballero. Hagen lleva a Hyoga a una cueva en dónde había magma, era el único lugar caliente de Asgard. Hyoga no puede pelear bien debido al calor del lugar y Hagen obtiene así la ventaja. Hyoga intenta convencerlo, pero lo celos del dios guerrero lo ciegan y no detiene sus ataques. Fler interviene protegiendo a Hyoga y Hagen la ataca sin piedad, acusando a Hyoga de cambiarla. Hyoga se levanta furioso y ataca a Hagen con la Ejecución de Aurora, derrotándolo.
Shun repentinamente escucha una melodía muy hermosa pero triste interpretada por Mime de Benetnasch Eta. Ambos pelean pero la cadena no detecta al dios como enemigo ya que este ha inhibido sus emociones desde pequeño. Shun es derrotado aunque incluso utiliza su Nebular Storm y solo se salva de morir gracias a la intervención de Ikki. Aunque el fénix demuestra mayor poder que su hermano, la ventaja aún la posee Mime, pero gracias al golpe ilusorio de Ikki, el dios guerrero acepta que su bloqueo emocional es por haber asesinado a su padre adoptivo a pesar de que lo quería. Tras comprender esto, Mime e Ikki deciden pelear como se debe y el santo derrota a su oponente con un solo golpe a costa de quedar herido también, por lo que Shun debe seguir solo mientras su hermano se recupera.
Alberich de Megrez Delta custodia la entrada del palacio y ahí a Marin quien intenta entrar para enfrentar a Hilda directamente. Al pelear, la atrapa en una coraza de Amatista que lentamente le quitará su energía hasta la muerte. Seiya descubre lo que ha sucedido pero no puede pelear en serio ya que Alberich asegura que si muere nada liberará a Marin. Además el dios guerrero revela poseer una espada ardiente con la obtiene la ventaja en la pelea y acaba atrapando también a Pegaso. Su siguiente enemigo es Hyoga, quien representa una gran amenaza para Alberich, pero este revela un tercer ataque llamado la "Unidad de la Naturaleza" que le permite usar la naturaleza del entorno como arma; sin embargo es salvado por Shiryu justo antes de ser atrapado en la amatista; Shiryu pelea ferozmente con Alberich, pudiendo contrarrestar la espada y las corazas amatistas gracias a su escudo y la Unidad de la Naturaleza gracias a que Dohko conocía el secreto tras haber enfrentado a un ancestro del dios guerrero. En medio de esto, el dios guerrero confiesa saber de la maldición de Hilda y que su objetivo es obtener los zafiros y la espada para asesinarla y hacerse con el trono de Asgard. Finalmente después de engañar a Alberich logrando que use el Escudo Amatista, técnica que ya no tenía efecto sobre Shiryu, en vez de la Unidad de la Naturaleza, el Caballero de Dragón pudo derrotarlo con su Dragón Naciente. Ante el esfuerzo Shiryu cae desmayado, por lo que sus compañeros se adelantan confiando que los alcanzará al recuperarse.
Shun sigue su camino dentro del castillo de Hilda y en los corredores del palacio enfrenta a Syd, el Dios Guerrero de Zeta con quien se habían enfrentado al inicio de la batalla, después de enfrentarlo y caer víctima de sus garras y su cosmos venenoso, Shun decide usar su Tormenta Nebulosa gracias a lo cual lo derrota fácilmente. Al intentar seguir su camino Shaina, quien fue advertida por Marin que el ataque a Aldebarán no fue llevado a cabo solo por Syd, lo salva de una emboscada de parte de Budd de Arcor guerrero sombra de Zeta y hermano gemelo del dios, aunque sus ataques lucen similares a los de sus hermanos son peores, por lo que ni Shaina ni Shun son capaces de derrotarlo, en ese momento llega Ikki, ante su presencia. Budd revela que odia a su hermano porque fue abandonado en la pobreza por sus acaudalados padres y por ello su objetivo es la muerte de Syd para tomar su lugar, tras oírlo Ikki ataca con todas su fuerzas y le da un golpe mortal, antes de lograr acabarlo un moribundo Syd interviene deteniendo a Ikki para proteger a su hermano y que este los mate a ambos, pero ante este gesto Budd se muestra incapaz de matar a su hermano, por lo que abandona la lucha para llevarse el cadáver de Syd.
Seiya llega al gran salón del palacio donde esperan Hilda y el último Dios Guerrero, que es Sigfrid Dubhe de Alpha, quien tiene fama de invencible y lo demuestra derrotando fácilmente a todos los caballeros, hasta la llegada de Shiryu, quien en un comienzo intenta derrotarlo con el Dragón Final, pero después razona que al ser también un guerrero dragón poseería un punto débil similar al suyo, por lo que se arriesga y en un duelo logra golpear y marcar el lugar de su corazón donde no tenía defensa, tras esto encomienda a Seiya que lo acabe. Una vez combatiendo, a Pegaso le es más fácil con cada ataque lastimar a Siegfried hasta que este cae derrotado.
Tras esto aparece Sorrento un general de Poseidón, quien diera el anillo a Hilda, y que tiene el poder de la melodía maldita de las sirenas. Siegfried se da cuenta de que todo es un engaño, por lo que se vuelve de parte de la causa de los Santos de Bronce entregando su zafiro a Seiya y luchando contra Sorrento se sacrifica para llevarlo al espacio con un Dragón Final.
Seiya con los siete zafiros convoca su poder supremo y le es otorgada la armadura del dios Odín y la espada, ya con ella pelea contra Hilda y la derrota cortando el anillo nibelungo liberándola de la maldición, finalmente salvan a Athena y acuden todos al lugar donde Hilda fue poseída; ahí se encuentran con un extraño hoyo en el mar oscuro y se dan cuenta de que es un portal a un mundo submarino. De dicho portal sale una voz perversa que es la del dios de los mares Poseidón (hermano de Zeus, padre de Athena), quien les dice que destruirá el mundo, dando inicio una nueva batalla secuestrando a Saori.

### Saga de Poseidón
Versión del Manga

Mapa de los 7 pilares oceánicos.

Ha transcurrido un mes desde la gran batalla de las doce casas y Saori, regresa a cumplir con sus obligaciones como la heredera y administradora de la fortuna de Mitsumasa Kido. Como tal, asiste a la fiesta del 16.º cumpleaños de Julian Solo quien es el heredero de la familia de comerciantes marítimos del mismo apellido y cuyos familiares además, eran amigos cercanos del abuelo de Saori. En medio de la fiesta, Julian intenta proponerle matrimonio a Saori pero esta rechaza su proposición dejando a Julian atrás quien parece no tomárselo bien. Esa misma noche, un hombre vestido con una armadura que asemeja a un tritón irrumpe secuestrando a Saori y cuando estaba por huir, Aioria de Leo lo intercepta y lo mata, rescatando a Saori.
Como Aioria lo predijo, esta era la primera bala de un nuevo enemigo a vencer. Mientras esto pasaba, Julian que momentos después que Saori lo dejara, notó un extraño resplandor cercano, se acercó para ver qué era eso. Cuando ve de pronto, un tridente el cual brilla incesantemente. Al tiempo se le presenta una misteriosa mujer quien le dice que ese tridente pertenece a Poseidón, dios de los mares el cual ha reencarnado en el cuerpo de Julian. Julian al comienzo no le cree la historia a la mujer pero inmediatamente ambos se lanzan al mar y poco después Julian despierta en lo que parece ser un templo en el fondo del océano. Es el templo de Poseidón. Al poco tiempo de esto, una serie de lluvias, maremotos e inundaciones arrasan con el mundo. Saori intenta investigar el origen del fenómeno pero al poco tiempo se presenta ante ella la mujer que Julian conoció anteriormente.
. Su nombre es Thetis de Sirena, una amazona quien le revela la causa de las inundaciones: el Dios de los mares, Poseidón quien ha regresado a la vida, ha ocupado su puesto legítimo en el santuario submarino y le ha declarado la guerra a Atenea y a la humanidad. Cuando Tethis estaba por llevarse a Saori, Seiya quien apenas estaba recuperándose de la lucha en la batalla de las doce casas, entra en escena evitando el rapto pero luego cae inconsciente producto de las heridas.
En ese instante Aldebarán de Tauro quien vino a escondidas del santuario, se ofrece para cuidar a los santos de Bronce que aún no se habían recuperado de su lucha anterior. De pronto, Aldebarán oye una extraña melodía la cual llama su atención. En esta ocasión Sorrento de Sirena es quien viene con la intención de secuestrar a Saori y rematar a los santos de Bronce que yacen heridos de consideración. Pero Aldebarán a pesar de estar debilitado por la música de la flauta de Sorrento, ofrece resistencia, al punto inclusive de romperse los tímpanos en un intento de no escuchar la música pero Sorrento le dice que su flauta es especial ya que su sonido entra directamente al cerebro y no a los oídos como lo pensaba el santo de Tauro quien sucumbe. En ese instante, Saori decide ir al templo de Poseidón para buscar respuestas de boca del Dios de los mares y su sorpresa es mayor cuando descubre que Poseidón y Julian son la misma persona.
En los últimos capítulos de la saga exclusiva del anime, la Saga de Asgard, cuando el dominio del anillo de los Nibelungos sobre Hilda se deshace, del mar surge una gran ola que arrastra a Athena al templo submarino del emperador de los mares: Poseidón. Allí Seiya y los demás caballeros se enfrentan a los 7 generales conocidos como "Las Marinas", que guardan cada uno un pilar que sostiene el equilibrio de su océano correspondiente. Luego de duras batallas todos los pilares son destruidos, pero Poseidón les tiene una sorpresa: Dentro de su recámara existe un pilar que no pueden destruir.
Pero uniendo sus cosmos los caballeros logran romper el pilar y encerrar a Poseidón en una ánfora sagrada con el sello de Athena, dando paso a un tiempo de paz que luego sería perturbada por la aparición del más acérrimo enemigo de Athena: el dios del inframundo Hades, hermano de Zeús y de Poseidón.
Los generales Marinos de Poseidón:
Bian de Caballo de Marino: es uno de los siete generales marinos que sirven al dios Poseidón, es el encargado de custodiar el Pilar del Pacífico Norte. Es también el primer general marino al que se enfrentan los caballeros de bronce, su ataque resulta ser muy parecido a Misty de Lagarto. Es derrotado por Seiya quien tras recibir sus ataques y encarar su defensa, lo declara el más débil de los caballeros dorados que haya enfrentado.
Eo de Escila: Es un guerrero inspirado en una bestia mitológica, encargada de destruir barcos y en la cual se devoraba a los hombres, ha desarrollado un ataque por cada criatura que compone el cuerpo de Escila. Pelea con el caballero Andrómeda, al final queda vencido por la fuerza de voluntad de Andrómeda y su habilidad para crear defensas que se adapten a los ataques enemigos. A pesar de que este le da la oportunidad de rendirse, el caballero decide morir sacrificándose por defender su respectivo pilar.
Krishna de Crisaor: es uno de los Siete Generales Marinos de Poseidón, es el encargado de proteger el pilar del Océano Índico, también es poseedor de la legendaria Lanza dorada de Crysaor, que según la mitología era un regalo de su padre el dios Poseidón y de la que se decía que era indestructible ya que podía atravesar cualquier cosa, es el único guerrero dorado conocido que no ha desarrollado el cosmos; su poder proviene de la emisión de energía desde sus chakras. Krishna se enfrenta a Shiryu, perforando sin dificultad su escudo en varias ocasiones, pero el dragón logra desarrollar la técnica de Excalibur que le heredó Shura y así destruir la lanza dorada de Krishna. Lejos de rendirse Krishna usó su técnica Maha Roshini, hasta que Athena le mostró cuales eran los Chakras de Krishna, entonces Shiryu realizando un último esfuerzo utilizó Excalibur y pudo derrotarlo.
Kaza de Leunmades: Es un caballero cuya armadura es una salamandra, posee la habilidad de leer la mente, proyectar ilusiones y sugestionar a sus oponentes, gracias a esto puede determinar quien es la persona más importante para su oponente, asumir su forma y sugestionarlo subliminalmente para que no lo ataquen apelando al aprecio que sienten; logra derrotar a Seiya, Hyoga y Shun, al final es derrotado por Ikki el Fénix gracias a dos ventajas: su mente fría que le permite atacar incluso a su hermano ignorando sus propias emociones y el hecho que Kaza dio por sentado que Shun era el punto débil del Fénix, sin profundizar más en su mente como para descubrir que este solo bajaría la guardia frente a Esmeralda, su difunta novia.
Isaac de Kraken: Amigo de la infancia de Cignus Hyoga, quien competía por la armadura de bronce del cisne. Isaac, quien era recto e idealista, le guarda mucho rencor a Hyoga tras descubrir en su juventud que este solo tenía interés en el entrenamiento para obtener la habilidad de nadar en el mar congelado para rescatar el cuerpo de su difunta madre. Cuando Hyoga intenta por primera vez llegar a ella Isaac debe rescatarlo de las corrientes submarinas, pero debido a esto, Isaac pierde su ojo izquierdo y llega directamente al Templo de Poseidón. Decide ser el caballero de Kraken al enterarse de que los caballeros de Athena han empezado a derrotar a los caballeros de Plata y Oro, pensando que estos (Pegaso, Dragón, Cisne, Andrómeda y Fénix) querían apoderarse del Santuario. Hyoga inicialmente decide dejar que lo mate como compensación por lo que ha sufrido, pero tras ver que tortura a Kiki para intentar robar la armadura de Libra, lo enfrenta en serio y lo mata.
Sorrento de Siren: Su armadura es de una sirena, pelea por medio de ondas que llegan directamente al cerebro, esta técnica se efectúa por medio de su flauta. Aparece en medio de la batalla de Seiya y Siegfried en las Tierras de Asgard revelando el verdadero origen de la maldad de Hilda de Polaris y su relación con el Anillo del Nibelungo que ella porta. En el manga enfrenta a Aldebarán dejándolo malherido y permanentemente sordo, pero se retira cuando Athena decide entregarse para evitar la muerte de sus santos. Lucha contra Andrómeda por la defensa de su Pilar y aunque posee la ventaja casi todo el combate, es derrotado por la Nebular Storm de Shun, quien perdona su vida. Gracias a ello atestigua la pelea entre Ikki y Kanon de Dragón Marino enterándose de los verdaderos planes de este General. Durante las batallas contra Hades se muestra que viaja junto a Julian Solo como su asistente.
Kanon de Dragón Marino/Géminis: Kanon es el hermano gemelo de Saga de Géminis. Saga, en la época previa a ser dominado por su lado maligno, se enteró de que conspiraba para traicionar a la Diosa Athena y al ser incapaz de hacerlo entrar en razón decidió encerrarlo en Cabo Sunión, desde allí lograría escapar hacia el santuario del mar descubriendo las armaduras de Poseidón y quitando el sello de Athena que encerraba al dios para iniciar una guerra santa. Su objetivo era que tanto la Diosa Athena y el Dios Poseidón combatieran hasta llegar a la muerte y de esta manera aprovechar y conquistar el mundo. Su técnica es el triángulo Dorado, llevando a sus oponentes a otra dimensión, según Ikki el Fénix, quien recibió el ataque del triángulo Dorado, es menos poderoso que el ataque de su hermano gemelo Saga de Géminis. Kanon y Sorrento son los únicos Generales Marinos que sobreviven tras la derrota de Poseidón.

### Saga de Hades

#### El Santuario
Después de la batalla contra Poseidón, no tarda mucho tiempo en aparecer el más temible enemigo de Athena, el rey del inframundo Hades (hermano de Zeus y de Poseidón en la mitología griega). El Viejo Maestro de Shiryu junto a los Caballeros Dorados restantes presienten que el mal se acerca nuevamente después de 243 años y temen por la terrible batalla que se acerca. Es entonces que ante Mu, guardián de la casa de Aries aparece un hombre de aspecto fantasmal a quién los caballeros de bronce no pueden enfrentar, más tarde se sabe que dicho personaje es Shion de Aries, el antiguo patriarca asesinado por Saga. Shion regresa del mundo de los muertos junto con antiguos santos de Atenea: el propio Saga de Géminis, Camus de Acuario, Shura de Capricornio, Afrodita de Piscis y Máscara de la muerte de Cáncer. Hades les concedió vidas temporales de 12 horas para que traigan la cabeza de Atenea, a cambio les concediera vida eterna. Seiya llega al santuario, pero Mu lo manda a volar haciéndoles creer que lo mata. Mu logra derrotar a Afrodita y Máscara de Muerte aunque no logra lo mismo con Saga y los otros, que se dirigen directo a la cámara del patriarca donde se encuentra Saori. En ese momento aparece Dohko que le dice a Mu que se adelante y proteja a Atenea a toda costa, mientras se queda con su viejo amigo Shion, aunque ahora no como amigos sino como enemigos. En la casa de Tauro, Aldebaran es asesinado por un espectro de Hades, pero él también logra atacarlo por lo que el espectro muere mientras lucha contra Mu. Ya en la casa de Géminis, Saga y los otros se encuentran que Kanon está vigilando la casa de Géminis con el permiso de Athena, Shura y Camus se adelantan y Saga se queda charlando con Kanon. Saga ataca a Kanon, pero en realidad era una ilusión del propio Kanon desde la cámara del patriarca. Mientras tanto en la cámara del patriarca Milo de Escorpión se encuentra con Saori que al oír el ataque de Saga hacia Kanon va a ver que pasa. Milo al ver que Kanon estaba en el santuario le asesta su ataque de agujas escarlata diciéndole que aunque Athena lo haya perdonado, él no lo ha hecho, pero antes de encestarle la última aguja, la de Antares, le detiene la hemorragia y le perdona la vida. Mientras Shun y Hyoga se dirigen a toda costa al santuario luego de haber sido atacados por antiguos caballeros de Athena también resucitados. E
En el inframundo, Máscara de Muerte y Afrodita van en búsqueda de Hades, pero el juez del infierno Radamanthys de Wyvern, uno de los 108 espectros del infierno más poderosos, los vence sin dificultad arrojándolos a la Colina de Yomutsu, donde ya no podrán escapar de la Tierra de los Muertos, como se le conoce al reino de Hades.
Algo similar que lo que sucede en la casa de Géminis pasa en la de Cáncer puesto que Saga, Kamus y Shura vuelven a caer en una ilusión esta vez producida por el hombre más cercano a dios: Shaka de Virgo y para deshacerse de la ilusión le lanzan un ataque desde la casa de Cáncer a la de Virgo, pero Shaka contraataca. No se vuelve a ver a Saga, Kamus y Shura hasta la casa de Virgo disfrazados de espectros. Mientras tanto, Dohko, pelea con Shion, este último se la pasa burlándose de su edad y diciendo que no esperaba más de un anciano de más de 200 años, cuando llega Shiryu, Ikki le dice que se vaya de vuelta a la montaña de 5 picos a lo que Shiryu se niega, luego Dohko le dice lo mismo, pero Shiryu se niega nuevamente a lo que Dohko le dice que está bien, que él se disculpará con Athena en su nombre, ahí es cuando Dohko le dice a Shion que le daría la respuesta de porque se quedó sentado en la cascada de los 5 picos por 243 años, Dohko empieza a transformarse y se hace joven como en la última guerra Santa. Les explica que su corazón latía alrededor de 100,000 veces por año, que es lo que el corazón late en un día por lo que mientras en el mundo pasaron 243 años, en su cuerpo pasaron 243 días esto se da gracias la técnica llamada misopetameno, entonces comienza a pelar con Shion y esta vez, ya en igualdad de condiciones la pelea se vuelve pareja.
En la ya destruida sexta casa, la casa de Virgo; Saga, Camus y Shura, disfrazados de espectros de Hades, atacan a Shaka los tres al mismo tiempo, pero no logran hacerle daño alguno, más que algo de sangre en la cabeza. Shaka les dice que le digan la verdad, lo que en su interior estaban ocultando, pero Saga le repitió que solo quería la cabeza de Athena. Entonces los otros espectros atacan a Shaka, pero este los vence con su ataque «Bendición de las Tinieblas». Una vez muertos les dice a Saga, Kamus y Shura que se detengan y que ahora que ya mató a quienes los seguían que ahora sí le dijeran la verdad, pero Saga insistió en decir que lo que buscaban era la cabeza de Athena.
Así que Shaka los lleva a la «Sala Gemela», un jardín atrás de la casa de virgo dónde se dice que Buda murió, justo debajo de dos árboles. Rápidamente inicia la batalla. Shura usa su ataque «Excalibur», aunque Shaka logra esquivarlo por poco, lo que no sucede con el ataque de Camus quien logra congelarle una pierna, después, Saga trata de usar una de sus técnicas llamada «Otra Dimensión» y casi lo logra, pero Shaka se logra librar de ella. Entonces Shaka usa su técnica más poderosa «El tesoro del cielo» en la que les arrebata a sus oponentes los 5 sentidos. Shaka les dice que la única forma de deshacerse de él era usar la técnica prohibida llamada La exclamación de Athena, una técnica que fue prohibida por Athena en tiempos mitológicos puesto que usa el poder de 3 caballeros dorados contra uno, y su poder independientemente de su tamaño es comparable al Big bang que creó el universo. Saga les dice que deben usar dicha técnica, pero Camus y Shura se niegan sabiendo que las personas que la usen, jamás recibirían el perdón, a lo que Shaka les dice que pueden temer puesto que ellos ya habían traicionado a Athena uniéndose a Hades. Finalmente se deciden y usan la Exclamación de Athena. La fuerza es tan destructiva que todo el santuario reciente el impacto. Pero después el espíritu de Shaka regresa a la sala gemela para escribir un último mensaje para Athena: «ARAYASHIKI» el cual es en otras palabras el octavo sentido.
Saga y los otros dos lamentan la muerte de Shaka, pero están consientes que no pueden permanecer en ese lugar y se van solo para tener que soportar la furia de Aioria y Milo quienes los atacan por la muerte de Shaka, después de varias discusiones Saga, Shura y Camus deciden volver a realizar la exclamación a lo que Mu, Aioria y Milo deciden hacer lo mismo, las exclamaciones chocan y destruyen gran parte del santuario hasta que los Santos de Bronce intervienen y con sus cosmos logran desviar el poder de las exclamaciones hasta el cielo.
Por otro lado Athena le pide a Kanon que le entregue un cofre viejo en el cual contenía una daga dorada con la cual Saga intentó matar a la diosa trece años atrás y ordena traer a los santos traidores ante ella. Saori le pide a Saga que la mate con la daga de oro con la que la intentaron matar cuando era una bebe, Saga solo sostiene la daga de oro mientras que es la misma Saori la que se clava la daga de oro. En ese instante sale la canción Amor Inmortal (también conocido como Chikyuugi o The Earth, por Yumi Matsuzawa) mientras Saori cae al piso y Seiya grita. Después de la muerte de la diosa, Seiya y los otros se resignan hasta que aparece Shion y les explica la verdadera razón de la cual ellos «traicionaron» a Athena, a la vez usando la sangre derramada de la diosa, transforma la estatua de Athena en una pequeña versión miniatura de esta. Shion ordena a los santos de bronce llevar la armadura con Athena para que con ayuda de esta pueda derrotar a Hades, además, restaura las armaduras de los jóvenes santos con la sangre de Athena diciéndoles que esta les dará un nuevo poder especial el cual ellos descubrirán más tarde.
Mientras tanto Saga, Shura y Camus llegan donde Pandora a entregarle el cuerpo de Athena, pero piden entregarlo personalmente a Hades, esta se niega y los tres santos la interceptan ordenándole que los lleven con Hades para poder matarlo, pero los rayos del sol entran a la cámara y descubren para su desagracia que el tiempo de vida se les está acabando, Pandora logra descubrir la verdadera razón del suicidio de Athena y decide ir de regreso al inframundo. En las afueras del castillo Mu, Aioria y Milo se encuentran con Radamanthys, pero son derrotados fácilmente por este, sin embargo Seiya los demás aparecen para pelear, pero los santos de oro les incitan a continuar adelante mientras ellos se quedan peleando contra el juez infernal quien al final acaba con ellos.
Los Santos de bronce llegan con Saga y los otros dos santos caídos quienes en su último aliento les confía el cuidado de la diosa Athena, Hyoga mata a Frog de la rana por atreverse a darle patadas a Camus en respuesta a que este lo congeló en un principio. Los jóvenes llegan a las escaleras del inframundo y se encuentran con Pandora quien inmediatamente reconoce a Shun, pero continúa adelante.
Radamanthys aparece y se dispone a enfrentar a los santos de bronce, pero todos son derrotados por el espectro hasta que Seiya se levanta de nuevo vuelve a enfrentar a Radamanthys cayendo con él al inframundo. En el Santuario, Dohko y Shion sostienen una última conversación sobre el Octavo Sentido el cual Shaka y Athena lograron despertar para ir vivos al inframundo, al momento que se apaga la última llama del reloj y Shion desaparece mientras que Shiryu, Hyoga y Shun observan la caída del castillo prometiéndose encontrar con Seiya en El Infierno.

#### El Infierno
La historia comienza con los tres caballeros de bronce Shiryu, Hyoga y Shun, los cuales se encuentran con Dohko, el cual les cuenta por qué se mataron Shaka y Athena, también les explica cómo llegar al infierno (que es con el octavo sentido).
La historia continúa con Seiya y Shun (Shiryu y Hioga se fueron por otro camino e igual Dohko), los cuales encuentran la entrada al infierno que dice «El que entre aquí que abandone toda esperanza», pero ellos siguieron sin abandonar la esperanza, después cruzan el río Aqueronte, pero con un problema el cual es que le tienen que pagar a Caronte. Después tienen que pasar por el tribunal de justicia, la primera prisión, donde después encuentran a Kannon, el cual sigue su camino con Shiryu y Hyoga. A la segunda prisión, donde conocen a Orfeo de Lira y Pharaoh de Esfinge. Orfeo se les une en la lucha y llegan a Giudecca, donde se descubre que Shun es Hades.
Mientras Hyoga y Shiryu siguen su camino, llegan a la quinta prisión y se encuentran con los tres jueces del infierno: Radamanthys de Wyvern, Minos de Grifo y Aiacos de Garuda, los más poderosos de los 108 espectros de Hades, quienes después pelean con Ikki, quien vence a Aiacos, pero después es llevado con Hades, quien después la historia es mezclada con el sueño de Seiya, donde en verdad Ikki es vencido por Hades y envía al Cocytos y activa el «Gran Eclipse», después Seiya engaña al Guardián del Cocytos Valentín, quien lo vence, pero se desmaya. Athena se encuentra con Hades, quien es sacado del cuerpo de Shun, pero él se lleva a Athena a los Campos Elíseos. Seiya despierta y llega a Giudecca, donde se encuentra a Géminis y después a Shaka, quien trata de cruzar «El Muro de los Lamentos», se da cuenta de que la única forma de llegar es con la Luz del Sol, la cual es imposible que llegue a las profundidades del inframundo. Acto seguido llegan al muro Dohko, Mu, Milo y Aioria, los cuales usan las Armas de Libra pero sin ningún efecto, ahí llegan las seis Armaduras Doradas que faltaban. Como solo faltaba la de Géminis, Kannon decide dejarla ir y pelea con Radamanthys, muriendo con él.
Llegando Shiryu y Hyoga a Giudecca, ven a todos en el muro y, entonces, las siete Armaduras sin cuerpo empiezan a formarsen llegando a revivir a Aldebaran, Saga, Máscara de Muerte, Aioros, Shura, Camus y Afrodita, para que los doce Caballeros Dorados en conjunto sacrifiquen sus vidas poniendo todos sus cosmos al máximo en la flecha dorada que Aioros lanzó al muro, para que esta produzca un rayo de luz similar a los rayos del Sol, destruyendo en Muro de los Lamentos y permitiendo que los Caballeros de Bronce lo crucen para que salven a Athena, encomendando a los Santos de Bronce el cuidado de la diosa y del mundo. Los cuatro Caballeros de Bronce continúan su camino después de llorar y lamentar profundamente la muerte de los Caballeros de Oro, prometiendo que su sacrificio no será en vano.

#### Campos Elíseos

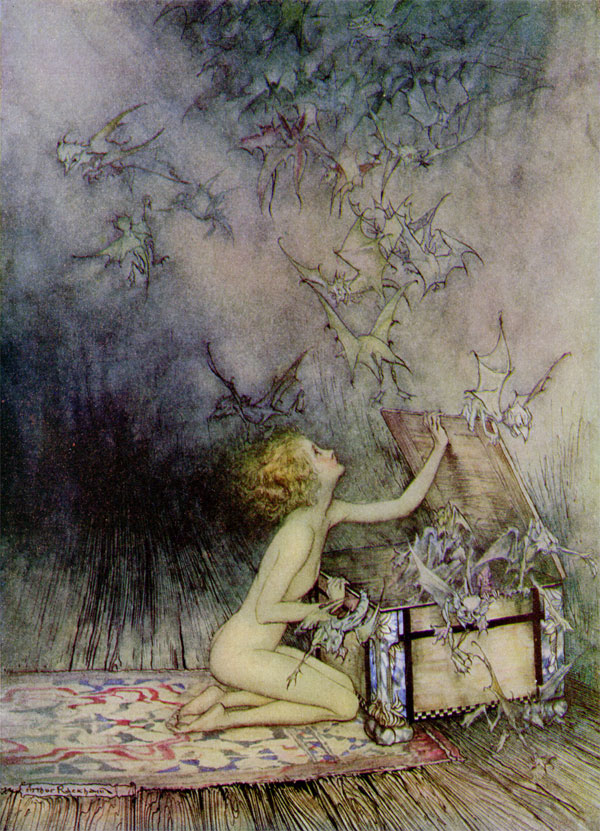
Representación artística de un ejemplo de la caja de Pandora y el renacimiento de los Dioses gemelos

Seiya logra entrar en la dimensión que lleva a los Campos Elíseos, y cae en el campo donde solo llegan los elegidos por los dioses. Él se encuentra con las ninfas y les pregunta por Shun, pero ellas corren asustadas avisando al Dios de la muerte Thanatos de lo ocurrido.
Thanatos busca a Seiya y le dice que tiene suerte de haber llegado a ese lugar, pero Seiya se resiste a creer lo que dice y comienza a batallar con Thanatos, pero aparece su hermano gemelo Hypnos, Dios del sueño, diciéndole que Thanatos no puede manchar con sangre los Campos Elíseos porque sería una falta de respeto al señor Hades, pero luego accede a que él acabe con Seiya y lo comienza a maltratar, Seiya responde con sus meteoros pero sin hacerle efecto a Thanatos. Hypnos comenta que Athena se encuentra encerrada, por orden de Hades, en una vasija sagrada e indestructible que extrae su sangre lentamente, y que cuando la vasija se encuentre totalmente de color rojo Athena estará muerta, preocupando a Seiya lo que está pasando con Athena. Cuando Thanatos le iba a dar el golpe de gracia aparece Shun tratando de defender a Seiya, pero también cae con el poder de Thanatos, luego se juntan con Hyoga, Shiryu e Ikki, quien llega a los Campos Elíseos pòr un amuleto que Pandora le entregó, antes de morir a manos del poder mental de Thanatos, que le permite cruzar el campo dimensional sin problemas, no sin antes acabar con los últimos espectros que quedaban vivos.
Comienza la batalla, pero los caballeros de bronce pierden sus armaduras por los constantes ataques de Thanatos mostrando su supremacía como dios. Ellos ya a punto de morir, reciben la ayuda de las armaduras doradas de Sagitario, Acuario, Libra, Leo y Virgo (que había hecho llegar Poseidón a través del campo dimensional, quien también se vería perjudicado si Hades triunfa en su guerra contra Athena y si el Gran Eclipse se completa), pero son destruidas por el ataque de Thanatos las armaduras más poderosas de entre todas, las doradas. Seiya ya pierde las esperanzas, pero se entera por medio de Athena que en la Tierra esta su hermana Seika, la cual estaba perdida desde su infancia y que Seiya venía buscando desde hace mucho tiempo, encontrada por Marin en un pueblo cercano al Santuario pero con amnesia, reuniéndosen con los cinco Caballeros de Bronce que se quedaron en El Santuario junto a Shaina y Kiki, discípulo de Mu de Aries. Utilizando su poder mental, Thanatos localiza a Seika e intenta matarla con ataques invisibles, los cuales Kiki detecta y detiene interponiendose con su cuerpo, luego indicándole a Marin donde es el próximo ataque. En el acto, los cinco Caballeros de Bronce (Ban de León Menor, Geki de Osa Mayor, Ichi de Hidra, Jabu de Unicornio y Nachi de Lobo), junto a Marin, Shaina y Kiki, rodean a Seika para protegerla de Thanatos y de sus ataques, siendo lastimados por el poder del dios. En ese mismo instante, Seika recupera su memoria y grita el nombre de Seiya.
Seiya es llamado por Athena a no rendirse y a concentrar su energía vital y su cosmo para obtener una armadura divina, las únicas que pertenecían a los doce guardianes de Zeus y que, por la sangre de Athena en su armadura Pegaso, Seiya puede obtener. Luego de escuchar a sus compañeros y a su hermana Seika a través de su cosmo, y de ver los esfuerzos que estos hacen por proteger a su hermana de Thanatos, Seiya concentra toda su energía vital para obtener la armadura divina, logrando acabar con Thanatos y tratando de escapar de Hypnos, pero no lo consigue por lo que intervienen Hyoga, Shiryu y Shun (ya con sus respectivas armaduras divinas) e Ikki sin su armadura (ya que esta no fue bañada con la sangre de Athena, no puede transformarla en armadura divina), continuando Seiya el avance hacia la vasija sagrada donde esta Athena y a la aniquilación de Hades.
Cuando Ikki llega con un Seiya lastimado por su pelea contra Hades, luego que Shun detiene a Hypnos para que no ataque a su hermano, Fénix trata sin su armadura de atacar el espíritu de Hades que se posa sobre una columna, recibiendo un fuerte ataque del dios del inframundo que lo envía malamente contra la vasija donde está encerrada Athena, pero debajo de esta había sangre de la diosa la cual toca, surgiendo de manera inmediata su armadura divina. Con sus vestimentas divinas, Ikki y Seiya empiezan su ataque contra el espíritu de Hades, el cual se los devuelve. Notan que debajo de la columna donde se posa Hades hay un mausoleo, donde sospechan que se encuentra la tumba del verdadero cuerpo de Hades conservado desde la era mitológica. Dándose cuenta de las intenciones de los Caballeros de Bronce, el espíritu de Hades inmediatamente rechaza el ataque de estos y se ve forzado a retomar su cuerpo del sarcófago donde descansaba, dando aparición al verdadero Hades que quería matar a Athena con el gran eclipse casi completo.
Ikki y Seiya comienzan a atacar a Hades, pero son derrotados muy fácilmente, pero Seiya logra herir a Hades por primera vez mientras en ese momento llegan Hyoga, Shiryu y Shun para unirsen al combate, luego de acabar con Hypnos y de escuchar la advertencia de este antes de morir sobre las consecuencias de despertar el cuerpo de Hades, juntando sus fuerzas para atacar al dios del inframundo, pero son encerrados en burbujas de energía por Athena para que los proteja y los lleve de regreso a la Tierra. Acto seguido, Seiya le arroja a Athena su armadura, quien la viste para combatir a Hades liberándose de la vasija donde Hypnos la mantenía encerrada, pero Athena es derribada y queda lista para recibir el golpe final del dios del inframundo, pero Seiya rompe la burbuja y le tira sus meteoros de Pegaso a Hades, recibíendo de lleno por primera vez los ataques de los Santos de Bronce; sin embargo, Hades alcanza a incrustarle su espada a Seiya, quien aparentemente muere.
En medio de su sollozo por lo sucedido con Seiya, Athena está por recibir un nuevo y definitivo ataque por parte de Hades, pero ella junta su cosmo con los de Hyoga, Shiryu, Shun e Ikki para atravesar con su báculo a Hades, el cual muere desvaneciéndose y advitiéndole a Athena de las consecuencias que su muerte acarreará, salvando así a la Tierra del Gran Eclipse y acabando para siempre con las guerras santas contra el dios del inframundo. No se llega a saber si Seiya sobrevive después del enfrentamiento con Hades. Athena dice a sus Caballeros de Bronce "volvamos al mundo lleno de luz", y se observa en el cielo los rostros de los cinco Santos de Bronce sonriendo.

## Aspectos de la serie
Las historias contadas en la saga de Saint Seiya se producen principalmente a finales del siglo XX (para ser precisos en los años 80 y principios de los años 90), con la excepción de Lost Canvas y algunos partes de la manga Next Dimension ambientada en el siglo XVIII), pero en un mundo donde los dioses de la antigüedad (principalmente griega, pero también a la mitología nórdica, egipcia, azteca, celta, romana, sumeria y en un caso incluso demonios de la demonología cristiana) son reales y, a menudo luchando entre sí por el dominio del planeta. Estas batallas (a menudo conocidas como Guerras Santas) se producen a través de órdenes de guerreros humanos a sus devotos que a menudo conducen en la batalla personal, renaciendo como una posesión humana o tomar de un hombre que parecieron ser un receptáculo adecuado para el espíritu.
Las deidades y su seguidores están ocultos a los ojos de la gente común, y luchan utilizando la energía espiritual (llamado Cosmos), la protección de sus cuerpos con armadura especial forjado en los tiempos del mito y que representan (a menudo) diversos seres mitológicos. En todas las obras han aparecido varios monstruos mitológicos, por ejemplo Cerbero, Gigantes o dragones chinos.
La serie también aparecen ubicaciones reales (como la ciudad de Tokio en Japón o en el monte Lu en China), que los lugares legendarios (como la Atlántida o el Monte Olimpo) o totalmente inventado por el autor, como los templos que sirven de sede para los ejércitos de varias deidades. Este tipo de lugares se encuentran o en zonas ocultas del planeta Tierra, o (como la otra vida) en dimensiones paralelas que solo se puede acceder con la ayuda de una deidad. Para algunas personas el mejor opening de la famosa saga es Pegasus Fantasy, la cual habla de que las personas siempre venceremos en las adversidades que nos presente la vida.
Los protagonistas de las diferentes obras pertenecen al orden de los guerreros consagrados a la diosa Atenea, cuyos miembros se llaman Saint (o Caballeros dependiendo de la traducción) protegido por las 88 constelaciones reconocidas oficialmente y al lado de su diosa (reencarnada en una chica mortal) cara deidades que sería conquistar la Tierra o destruir la humanidad que consideran corrupto.

## Producción
Cuando Masami Kurumada estaba en el proceso de creación de Saint Seiya, en un primer momento le dio el nombre de Rin al protagonista, puesto que Kurumada iba a titular su manga Ginga no Rin (Rin de la Galaxia), Kurumada había pensado que el protagonista del anime fuese el caballero bajo la constelación de leo. Sin embargo, al continuar desarrollando su manga, Kurumada decidió cambiar el nombre y la constelación del protagonista y lo llamó Seiya, cuyo nombre está compuesto de dos kanji: 星 (Sei), que significa estrella y 矢 (Ya), que significa flecha, los que en conjunto se traducen en «Flecha Estelar», aludiendo a las estrellas fugaces o cometas, conceptos vinculados al personaje, y así también a su signo zodiacal, Sagitario. Finalmente, una vez desarrollado el concepto de los santos, cambió el título de su manga a Saint Seiya. También, Kurumada declaró que una de las primeras ideas que concibió para Saint Seiya fue la técnica especial de Seiya, Pegasus Ryūsei Ken (Meteoros de Pegaso), junto con recurrir frecuentemente al tema de las constelaciones y a la mitología griega.
Cuando Kurumada diseñó a Seiya, se inspiró en uno de sus propios personajes: Ryūji Takane, protagonista de su manga Ring ni Kakero, creado nueve años antes de Saint Seiya. Además, la mayoría de los protagonistas de sus mangas se parecen a Ryūji, ya que Kurumada se remite a la técnica aplicada por Osamu Tezuka, Star System, basada en contar con un «elenco» estable de personajes para diferentes obras. El mismo procedimiento lo hace con casi todos los demás personajes de la serie como por ejemplo Ikki y Jun Kenzaki uno de los protagonistas de su serie Ring ni Kakero. Durante la creación de Saint Seiya, Kurumada tuvo varias ideas que decidió cambiar a último momento como que Milo fuera el maestro de Hyoga, esto se puede apreciar en unas páginas de la revista Shonen Jump donde (en la escena en la que Camus hunde el barco de la mamá de Hyoga y causa el maremoto) aparece Milo en vez de Camus. Esto cambió en la recopilación del tomo pero se aprecia que la relación entre ellos aún existe. Hasta poco antes de comenzar con el recorrido por los 12 Templos, Kurumada no había decidido aún si hacer que la verdadera identidad del Pontífice fuese el Santo de Géminis con doble personalidad o que se tratase de un "decimotercer Santo Dorado" malvado, o sea, su hermano gemelo. Al final, el maestro se decidió por el trastorno de doble personalidad, aunque más adelante también utilizaría la idea del gemelo malvado al incluir a Kanon de Géminis, Saga inicialmente se iba a llamar Shura, precisamente por lo mencionado en el punto anterior, pero Kurumada terminó decidiéndose por Saga y dejó este nombre para el santo de capricornio, también Kanon e iba a llamar Sega, pero luego vio una isla de Irlanda llamada Canon, y terminó optando por este nombre.
La serie originalmente debía tener 52 episodios, pero el éxito de audiencia y las ventas de merchandising elevó el número a 114 (sin contar la Saga de Hades, películas, Lost Canvas, Saint Seiya Omega y Soul of Gold).
Kazuhiko Torishima, editor de Akira Toriyama en Dr Slump y Dragon Ball, se dio cuenta de que los índices de audiencia del anime de Dragon Ball estaban bajando gradualmente. Torishima afirmaba que Dragon Ball tenía una imagen «infantil y divertida» como Dr Slump, por lo que pidió al estudio que cambiara a los productores. Impresionado con el trabajo del equipo de Saint Seiya, pidió ayuda al director Kōzō Morishita y al guionista Takao Koyama para «reiniciar» Dragon Ball, lo que coincidió con el crecimiento de Goku. El nuevo productor explicó que terminar el primer anime y crear uno nuevo supondría más dinero para la promoción. El resultado fue el inicio de Dragon Ball Z. Morishita y Koyama abandonaron Los Caballeros del Zodiaco al final de la saga Santuario, siendo el episodio 73 el último trabajo del dúo en la serie.
El manga original de Saint Seiya (1986-1990) de Kurumada, vendido en Japón más de 34.4 millones de copias, un gran éxito.

## Contenido de la obra

### Manga

#### Saint Seiya
Al igual que otros mangas japoneses fue posteriormente publicado en las siguientes recopilaciones:
- Tankōbon: es la recopilación más conocida y cuenta con 28 tomos, publicados desde septiembre de 1986 hasta 1991. Empezó siendo publicado en España por Planeta DeAgostini en 1993 en cómic books con el sentido de lectura occidentalizado pero fue cancelado,[21] más tarde Glénat la publicó íntegramente y en formato tankōbon.[3] En México fue publicada por Grupo Editorial Vid y en Argentina por Ivrea. Esta edición divide la historia en tres capítulos:
  - Santuario (tomo 1 al 13)
  - Poseidón (tomo 14 al 18)
  - Hades (tomo 19 al 28)
- Wideban: edición especial de 15 tomos, publicados entre noviembre de 1995 y enero de 1997.
- Bunkoban: edición de lujo de 15 volúmenes, editada entre enero y agosto de 2001.
- Kanzenban: edición especial que cuenta con algunas páginas a color (no editadas desde la publicación original en la Shonen Jump) y que consta de 22 tomos. Fue publicada a partir de diciembre de 2005 y finalizada en noviembre de 2006. Esta edición, en España, empezó siendo publicada por Glénat[22] pero sería continuada por Planeta DeAgostini.[23] Actualmente esta edición está siendo editada en México bajo el sello de Panini Manga y en Argentina por Editorial Ivrea.
- Final Edition: edición especial que incluye correcciones de textos e ilustraciones, además de tres historias cortas que expanden la historia del manga original, estas son, Episode Zero, Origin y Destiny. Esta edición comenzó a publicarse en junio de 2021 en Japón, y la edición en español está siendo publicada en México por Panini Manga.

#### Episodio G
Es un manga spin-off de Saint Seiya, escrito e ilustrado por Megumu Okada, bajo la supervisión de Masami Kurumada, y su primera edición fue publicada el 19 de diciembre de 2002 en la revista Champion Red de la editorial Akita Shoten. Se trata de una precuela del manga original de Saint Seiya, cuyo protagonista es Aioria de Leo, quien se ve envuelto en la lucha que tienen los santos de oro contra los Titanes, a fin de evitar que estos últimos revivan a Cronos, el padre de Zeus.

#### Touma y la Prisión de los Cielos
Es un manga de ocho páginas a color realizado por Masami Kurumada, que se supone representa el primer capítulo del volumen 29 del manga. También se supone que es el prólogo de la película Inicio de la saga del cielo. Se nos presenta a Seiya en estado vegetativo y en silla de ruedas (como en la película Overture), que es cuidado por Saori Kido, estando en un hermoso campo florido. Saori llega para visitarlos y presiente que el mal se acerca. Luego llegamos al mismísimo Monte Olimpo, donde un encapuchado (que en realidad es Calisto un satélite de Artemisa), se dirige a la cima donde yace encadenado el hermano perdido de Marin: Touma. Ella le dice que debe bajar a la tierra porque hay cinco Santos de Atenea que han logrado el milagro de vestir las armaduras divinas y por un momento superar el poder del dios Hades, luego le dice que su misión es exterminar a esos cinco santos. Touma pregunta si esa orden viene del mismísimo dios del cielo Zeus, rey de los dioses y soberano del Olimpo.
Revisaremos Touma y la Prisión de los Cielos en Saint Seiya Next Dimension.

#### Next Dimension
Es la secuela oficial de manga original de Saint Seiya, escrita y dibujada por Masami Kurumada. El 27 de abril de 2006 la revista Shōnen Champion de la editorial Akita Shōten publicó el prólogo de este nuevo manga y el 3 de agosto de 2006 empezó su serialización en la misma revista. El título completo en japonés es Saint Seiya Next Dimension: Meiō Shinwa, que significa Saint Seiya Siguiente Dimensión: La Leyenda del Rey del Inframundo. En un comienzo, esta historia relata el destino de Seiya después de la batalla contra Hades en los campos Elíseos y la misión de sus amigos para salvarle de su destino mortal, así como la relación de amistad entre la anterior reencarnación de Hades, Alone, con el antiguo santo de Pegaso, Tenma. De esta manera, Saint Seiya Next Dimension: Meiō Shinwa mezcla el pasado y el futuro. Saint Seiya Next Dimension: Meiō Shinwa narra el pasado (siglo XVIII) y el presente (siglo XX) de Saint Seiya.

#### The Lost Canvas
Es un manga spin-off de Saint Seiya, escrito e ilustrado por Shiori Teshirogi, bajo la supervisión de Masami Kurumada, cuya primera edición fue publicada en la revista Shōnen Champion de la editorial Akita Shoten, el 24 de agosto de 2006. Esta precuela alternativa no canónica del manga original de Saint Seiya está situada en el siglo XVIII, en Europa, y se centra en la relación entre Alone, la reencarnación de Hades en aquella era, y Tenma, su mejor amigo, quien resulta ser el elegido para vestir la armadura de Pegaso. Otros personajes principales son Sasha, la reencarnación de Atenea de siglo XVIII y hermana menor de Alone; Yato de Unicornio; Yuzuriha de Grulla; los santos de oro, entre los cuales podemos encontrar a Dohko de Libra, Shion de Aries (futuro patriarca); entre otros.

#### Saintia Sho
Tras la finalización del Episodio G llega a la Champion Red en julio un nuevo manga de la franquicia Saint Seiya.
Saint Seiya - Saintia Sho (聖闘士星矢 セインティア翔) a cargo de Chimaki Kuori (Mobile Suit Gundam Seed Destiny).
"¡¡En el santuario, el brazo de un dios maléfico amenaza a Atena!! Una bella joven "Saintia" protectora de Atena aparece ahora"
"Saintia" es el término elegido para 聖闘少女 "joven mujer combatiente sagrada" cuyo nombre al parecer será Sho.

#### Saint Seiya: Golden Age
Saint Seiya: Golden Age (聖闘士星矢 ゴールデンエイジ?) es una obra creada como parte de la celebración del "30° aniversario de Saint Seiya". La historia se publicó en un libro (pequeño libreto) que fue incluido junto a la revista Champion Red del 19 de junio de 2016. Solo veinte páginas son estrictamente un Manga, el resto de la obra se narra en forma de Novela.

#### Saint Seiya: Episode Zero
Saint Seiya: Episode Zero (聖闘士星矢エピソード・ゼロ?) es una precuela del manga original escrito y dibujado por la mano de Masami Kurumada, creador de la serie. Consta de tres capítulos que fueron publicados mensualmente en la revista Champion Red a partir de diciembre de 2017 hasta febrero de 2018.

#### Saint Seiya: Origin
Saint Seiya: Origin (聖闘士星矢 ORIGINSaint Seiya: Origin?) es una precuela del manga original escrito y dibujado por la mano de Masami Kurumada, creador de la serie. Consta de dos capítulos publicados mensualmente en la revista Champion Red en diciembre de 2018 y enero de 2019.

### Crossovers

#### Shura vs Tenma vs Shōko, Shugeki Battle Royale Hen
Shura vs Tenma vs Shōko, Shugeki Battle Royale Hen es un capítulo especial y crossover que une a los protagonistas de los spin-off Saint Seiya: Episode.G Assassin, Saint Seiya: The Lost Canvas - Hades Mythology y Saint Seiya: Saintia Shō.

#### Kurumada Suikoden - Hero of Heroes
Kurumada Suikoden - Hero of Heroes (車田水滸伝 - ヒーロー・オブ・ヒーローズ, Kurumada Suikoden - Hīrō Obu Hīrōzu): es un manga creado como un homenaje a los cuarenta años de Masami Kurumada como Mangaka. La encargada de realizar este trabajo es Yun Kōga, este manga no se limita exclusivamente a Saint Seiya sino es un Crossover de varios mangas creados por Masami Kurumada a lo largo de su trayectoria. Es publicada en la revista mensual Champion Red de la editorial Akita Shoten, inicio con un prólogo el 19 de diciembre de 2013 e inicio efectivamente el 19 de abril de 2014.
Los mangas de Masami Kurumada, que son usados para el Crossover de series o universos son: Fūma no Kojirō, Ring ni Kakero, Otoko Zaka, Raimei no Zaji, B't X y Saint Seiya. El manga cuenta con la aparición de personajes de estos universos creados por Masami Kurumada con una gran cantidad de personajes de Saint Seiya, así como podría ser la serie o el universo principal en el cual se basa esta historia, ya que toma más aspectos de la mitología de Saint Seiya que del resto de las series o universos.

### Anime

#### Serie clásica
| Idea original                                 | Masami Kurumada                                    |
| Concepción de la serie                        | Takao Koyama Yoshiyuki Suga                        |
| Diseño de personajes y dirección de animación | Shingo Araki Michie Himeno                         |
| Música                                        | Seiji Yokoyama                                     |
| Dirección general                             | Shigeyasu Yamauchi Kōzō Morishita Kazuhito Kikuchi |

La serie de Saint Seiya se emitió en la cadena televisiva TV Asahi, desde el 11 de octubre de 1986 hasta el 1 de abril de 1989, en tres temporadas de 114 episodios en total.
Inicialmente, la serie tenía planeados 52 capítulos. Sin embargo, los realizadores decidieron ampliar la historia, dejando de esta manera la primera temporada de la serie con un total de 73 episodios cuya trama estuvo basada en el primer capítulo del manga, Santuario, con algunos añadidos en la historia.
Antes que venciera el contrato, fue pactada una segunda temporada, Asgard, que abarcó los episodios 74 al 99. Su argumento no se basó directamente en el manga original, sino que fue inspirada en la mitología nórdica y en el episodio Hyōga en el país de los hielos, que se encuentra al final del tomo 13 del manga. Además, la película Kamigami no Atsuki Tatakai, también basada en la mitología nórdica, sirvió de piloto para la realización de esta temporada.
Finalmente, siguió una tercera temporada correspondiente al segundo capítulo del manga, Poseidón, que abarcó los episodios 100 al 114. La emisión de este último episodio tuvo lugar el 1 de abril de 1989, dejando la animación del tercer capítulo del manga, Hades, en una espera de trece años.

#### Saga de Hades
En el año 2002, Toei Animation decidió llevar a la animación la primera parte del tercer capítulo del manga, Hades. Se planificó la historia en trece episodios en formato OVA, consistentes en una primera temporada: Saint Seiya Hades Jūnikyū-Hen (Saint Seiya: The Hades Chapter - Sanctuary), que significa Saint Seiya: El Capítulo de Hades-Santuario. Esta temporada, tras trece años después de la emisión del episodio 114 en 1989, comenzó a transmitirse a partir del 9 de noviembre de 2002 hasta el 12 de abril de 2003, por el sistema de televisión satelital Sky Perfect.
A fines de 2005 y principios de 2006, tras el despido del director de Saint Seiya Hades Jūnikyū-Hen, Shigeyasu Yamauchi, y a los seiyū de los personajes principales, se estrenó la segunda temporada de la saga, nuevamente en formato OVA, consistente en doce episodios emitidos por Sky Perfect desde el 17 de diciembre de 2005 hasta el 16 de febrero de 2007: Saint Seiya Hades Meikai-Hen (Saint Seiya: The Hades Chapter - Inferno), conocida en español como Saint Seiya: El Capítulo de Hades-Infierno. La adaptación resultó ser muy fiel al manga, sin embargo, fue criticada por los fanes, quienes consideraron que el nivel de animación resultó inferior en comparación a la anterior temporada.
Finalmente, a mediados de 2007, Masami Kurumada anunció en su blog la producción y estreno de la temporada que cerraría el ciclo de Hades, con seis episodios en formato OVA: Saint Seiya Hades Elysion-Hen (Saint Seiya: The Hades Chapter - Elysion), que significa Saint Seiya: El Capítulo de Hades-Elíseos. Los dos primeros episodios de la temporada se emitieron el 7 de marzo de 2008 y los dos últimos el 14 de agosto de ese mismo año, por la cadena Sky Perfect.
En Latinoamérica, la temporada Saint Seiya Hades Jūnikyū-Hen comenzó a emitirse desde el 1 de marzo de 2007 por la señal de cable Cartoon Network. En México, en tanto, se transmitió el 1 de mayo de 2008 una maratón de estos primeros trece capítulos en el Canal 7 de TV Azteca. Luego, por el mismo canal, se transmitió otra maratón, esta vez de la temporada Saint Seiya Hades Meikai-Hen, el 17 de noviembre de 2008, y finalmente se emitió una última maratón correspondiente a la temporada Saint Seiya Hades Elysion-Hen, el 16 de septiembre de 2009, obteniendo alto éxito en rating.
En Colombia, el canal Bogotano Citytv transmitió la saga completa de esta serie (Incluyendo la saga de Hades Capítulo Infierno Y Elíseos) por medio de la franja Zonalocha durante el año 2009. Y en Chile, a partir del 24 de mayo de 2010, el canal de televisión de pago Etc TV emitió la saga de Hades como exclusiva en el país, pero solo hasta el último episodio de la temporada Saint Seiya Hades Meikai-Hen.
Desde junio de 2014 la saga comenzó a emitirse a través de los servicios de streaming por Netflix y Crunchyroll tanto con doblaje en español, como en su idioma original.

#### Películas
Durante los años en que fue emitida la serie animada, se realizaron cinco películas tanto para el cine como para la televisión. El argumento de estas películas no guarda ninguna relación cronológica con el manga, ni con la serie animada. Recientemente Toei Animation se encuentra trabajando en la sexta película de Saint Seiya en formato CGI y 3D, además de una nueva serie de televisión.
1. Saint Seiya Gekijōban (1987)
  - Título en japonés: 劇場版-聖闘士星矢 (Gekijōban Saint Seiya)
  - Título en japonés (DVD): 邪神エリス (Jashin Eris)
  - Título traducido del japonés: Seiya El Santo, La Película.
  - Título en España: La Diosa Malvada Eris.
  - Título en Hispanoamérica: Los Caballeros del Zodíaco y la reencarnación de Ellis, diosa de la guerra
2. Kamigami no Atsuki Tatakai (1988)
  - Título en japonés: 聖闘士星矢 神々の熱き戦い (Saint Seiya: Kamigami no Atsuki Tatakai)
  - Título traducido del japonés: Seiya El Santo: La Ardiente Batalla De Los Dioses.
  - Título en España: La Batalla Ardiente De Los Dioses.
  - Título en Hispanoamérica: Los Caballeros del Zodiaco y la gran batalla de los dioses
3. Shinku no Shōnen Densetsu (1988)
  - Título en japonés: 聖闘士星矢 真紅の少年伝説 (Saint Seiya: Shinku no Shōnen Densetsu)
  - Título traducido del japonés: Seiya El Santo: La Leyenda De Los Jóvenes Escarlata.
  - Título en España: La Leyenda Del Joven Escarlata.
  - Título en Hispanoamérica: Los Caballeros del Zodiaco contraatacan
4. Saishū Seisen no Senshi Tachi (1989)
  - Título en japonés: 聖闘士星矢 最終聖戦の戦士たち (Saint Seiya: Saishū Seisen no Senshi Tachi)
  - Título traducido del japonés: Seiya El Santo: Los guerreros de la última batalla santa.
  - Título en España: Los Guerreros De La Última Guerra Santa.
  - Título en Hispanoamérica: Los Caballeros del Zodiaco contra Lucifer
5. Saint Seiya Tenkai-hen ~Overture~ (2004)
  - Título en japonés: 聖闘士星矢 天界編 序奏 (Saint Seiya: Tenkai-Hen Josō ~Overture~)
  - Título traducido del japonés: Seiya El Santo: Obertura De La Saga Del Cielo.
  - Título en España: Los Caballeros Del Zodiaco: Prólogo Al Capítulo Del Cielo - Obertura.
  - Título en Hispanoamérica (DVD): Los Caballeros del Zodiaco: obertura del cielo
6. Saint Seiya: Legend of Sanctuary (2014)
  - Título en japonés: 聖闘士星矢 Legend of Sanctuary (Saint Seiya Legend of Sanctuary)
  - Título traducido del japonés: Seiya El Santo. La Leyenda del Santuario.
  - Título en España y en Hispanoamérica: Los Caballeros del Zodiaco: La Leyenda del Santuario.

#### Saga del Cielo: Overture

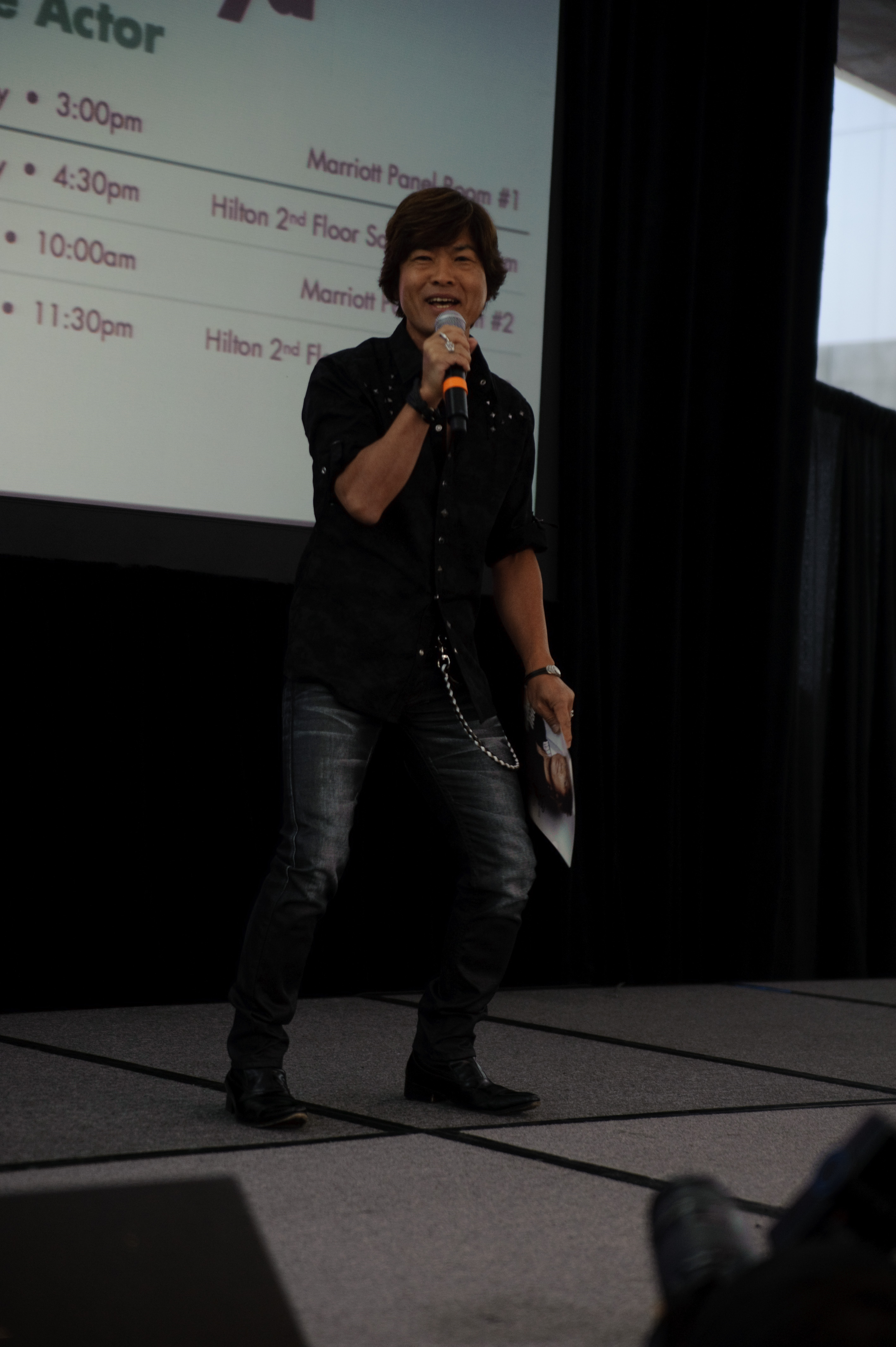
Toru Furuya, voz oficial de Seiya fue despedido tras el fracaso de Saint Seiya Tenkai-hen ~Overture~. En 2012 volvió a prestar su voz para Saint Seiya Ω.

En el año 2004, entre la emisión de las OVA correspondientes a Saint Seiya Hades Jūnikyū-Hen y Saint Seiya Hades Meikai-Hen, se estrenó en los cines japoneses la quinta película de la franquicia: Saint Seiya: Tenkai-Hen Josō ~Overture~, que narra eventos no presentados en el manga.
La recepción de la película entre los fanáticos fue regular, debido a que no se explica claramente qué pasó durante la batalla contra Hades, además de resultar incoherente la trama en algunos pasajes y repitiendo de cierta manera la estructura de los filmes anteriores. Tanto así que, tiempo después y antes de la producción de Saint Seiya Hades Meikai-Hen, Toei Animation despidió a los seiyū de los protagonistas y contrató a un nuevo equipo de actores, estimando que las voces del casting original (de los santos de bronce y Atenea) ya no conservaban su esencia juvenil como hace más de trece años, a pesar de las protestas de Tōru Furuya, actor de voz de Seiya.
El filme, además, no quedó exento de polémicas, puesto que durante un tiempo se le consideró como la secuela oficial de Saint Seiya y del manga original, no obstante, Masami Kurumada, pese a declarar en un principio que su idea era hacer una trilogía, al ver el resultado final de la película, despidió al equipo original, incluyendo al director Shigeyasu Yamauchi, debido a que hicieron un mal uso del guion entregado por él, dando como resultado un Saint Seiya aburrido y carente de acción a cómo el autor había planeado. Por lo que, desde la publicación del manga Saint Seiya Next Dimension, la película pasó a ser una más que no entra dentro de la cronología canónica de Saint Seiya.

#### Especiales
El primer especial es un resumen de los 114 episodios de la serie de TV y los dos siguientes son un resumen de Saint Seiya Hades Jūnikyū-Hen, cuyo desarrollo es visto desde la perspectiva de los santos de oro resucitados, en especial de Saga de Géminis, Shura de Capricornio y Camus de Acuario.
1. Ova Zero de Hades (2002)
  - Título en japonés: Saint Seiya: Sōshūhen (聖闘士星矢 総集編  Saint Seiya: Sōshūhen ?,  Capítulo de la compilación completa).
2. La Leyenda de los Santos de Oro Resucitados: Parte 1 (2003)
  - Título en japonés:  Saint Seiya: The Hades Chapter - Sanctuary: Yomigaerishi Gold Saint Tachi no Shinwa 1  ( 冥王ハーデス十二宮編　よみがえりし黄金聖闘士たちの神話　前編  Saint Seiya Meiō Hādesu Jūnikyū-Hen: Yomigaerishi Gōrudo Saint Tachi no Shinwa Mae Hen ?,  Saint Seiya: El Capítulo de Hades - Santuario: La Leyenda de los Santos de Oro Resucitados, Parte 1).
3. La Leyenda de los Santos de Oro Resucitados: Parte 2 (2003)
  - Título en japonés:  Saint Seiya: The Hades Chapter - Sanctuary: Yomigaerishi Gold Saint Tachi no Shinwa 2  ( 冥王ハーデス十二宮編　よみがえりし黄金聖闘士たちの神話　後編  Saint Seiya Meiō Hādesu Jūnikyū-Hen: Yomigaerishi Gōrudo Saint Tachi no Shinwa Kō Hen ?,  Saint Seiya: El Capítulo de Hades - Santuario: La Leyenda de los Santos de Oro Resucitados, Parte 2).

#### Saint Seiya Ω
Una nueva serie que fue estrenada en abril de 2012. Se trata de una nueva generación de Santos de Athena que tendrán que enfrentarse a Ares (Marte), donde aparece Seiya como el Santo de Oro de Sagitario, también conocido como el «Santo Legendario» por haber salvado a la diosa en varias ocasiones. El nuevo grupo de santos es encabezado por Koga, el nuevo Santo de Bronce de Pegaso, un joven de 13 años con una naturaleza rebelde y un espíritu invencible criado por la diosa Atenea y entrenado por Shaina. Tendrá que enfrentarse a Ares, el dios de la guerra, cuando este irrumpe en sus vidas y secuestra a la diosa con la intención de establecer un Nuevo Orden Mundial.
También participan un grupo de jóvenes, entre los que están Yuna de 14 años (águila); Sōma, el mejor amigo de Kōga (león menor); Ryūhō, hijo de Shiryu(dragón); Eden (Orión), muy enigmatico, y Haruto (lobo), descendiente de un clan ninja.
«Athena observa a un bebé dormido, Kōga, en el Santuario. Sin embargo, una amenaza aparece para derribar una columna sobre el niño. Por suerte, el Caballero de Oro Seiya aparece y salva a Kōga de una muerte segura. Es entonces cuando Marte se da a conocer.»
La transmisión comenzó el 1 de abril de 2012 en TV Asahi, los domingos de todas las semanas desde las 6:30 de la mañana. Cada capítulo tiene 30 minutos de duración. último capítulo emitido fue el 30/03/2014.

#### Soul of Gold
Saint Seiya Soul of Gold es la más reciente serie de anime perteneciente a la franquicia de Saint Seiya, anunciada durante un evento de la Tamashii Nations. La serie comenzó a transmitirse el 11 de abril de 2015. Bandai Channel transmitió la serie en Japón, mientras que Crunchyroll y Daisuki la transmitieron por el resto del mundo.
Durante la batalla contra Hades, los 12 caballeros dorados sacrificaron sus vidas para destruir el muro de los lamentos y abrir paso a los caballeros de bronce hacia los Campos Elíseos. Sin embargo, los caballeros dorados aparecen en Asgard luego de ser misteriosamente revividos, consiguiendo las fabulosas armaduras divinas rociadas con la sangre de Athena.

#### Saint Seiya: Saintia Shō
Saint Seiya: Saintia Shō (聖闘士星矢・セインティア翔 Saint Seiya Seintia Shō?) es anime que estrenó el 10 de diciembre de 2018 a través de la plataforma de streaming Animax on PlayStation y que adapta el manga del mismo nombre. La historia narra las vivencias de un grupo de doncellas guerreras llamadas Saintias que protegen a Saori Kido, la reencarnación de Athena. Solo cuenta 10 episodios.

#### Knight of the Zodiac and Battle for Sanctuary
En 2020 y 2022, Toei produjo dos series CGI de 12 episodios cada una, reboot de una parte de la serie clásica Saint Seiya, distribuida en todo el mundo, la primera temporada (Knight of the Zodiac) por Netflix, la segunda temporada (Battle for Sanctuary) por crunchyroll.

### Novela Ligera

#### Gigantomachia
Escrita por Tatsuya Hamazaki bajo la supervisión de Masami Kurumada, Saint Seiya Gigantomachia es la primera y única novela de Saint Seiya hasta la fecha. Se divide en dos volúmenes: el primero fue publicado el 23 de agosto de 2002 y el segundo fue publicado el 16 de diciembre de 2002, ambos por la editorial Jump J Books en Japón.
El argumento gira en torno al enfrentamiento que tienen los santos de bronce y Atenea contra los Gigantes, después de la batalla con Poseidón. Además, hacen su aparición tres santos inéditos: Mei de Cabellos de Berenice, Yulij de Sextante y Nicol de Altar.

### Outside Stories
También llamadas «Side Stories», como su propio nombre indica, son historias paralelas aparecidas en Japón en «Data Books» editados por Shueisha: los llamados Jump Gold Selection. Estas colecciones de «Data Books» se hacen con la finalidad de consagrar las adaptaciones al anime de los mangas publicados por la editorial. Se publicaron tres «Outside Stories» de Saint Seiya:
- Cadena Nebular - Lazos de Hermanos: es un relato de las vivencias de Shun e Ikki.

- La Historia Secreta de Excalibur - ¡Saga! Preludio de Ambición: trata la historia de Shura de Capricornio en el momento del supuesto rapto de Atenea en manos del santo de oro Aioros de Sagitario.

- Atenea! El Gran Amor: habla sobre el amor que existe entre Saori Kido y Seiya, y el deber de protección hacia Atenea por parte de sus santos.

### Musicales
En agosto de 1991, bajo el patrocinio de Bandai, se llevó a cabo un musical de Saint Seiya en el Teatro Aoyama en Tokio, Japón. La historia narraba las sagas del Santuario y de Poseidón. El elenco incluía a miembros de SMAP como los cinco santos de bronce y Poseidón. Los personajes de Mu de Aries, Aioria de Leo y Milo de Escorpio fueron interpretados por miembros de otra banda: Tokio.
A partir de mayo de 2011, Masami Kurumada anunció en su sitio web la realización de un nuevo musical de la serie, basado en Saint Seiya: la película.

### Película en imagen real
El sitio japonés Eiga informó que el manga de Masami Kurumada tendrá una versión live action realizada en Hollywood, pero producida por Toei Animation y A Really Good Film Company (China). El director será Tomasz Bagiński, mientras que Kozo Morishita y Yoshiyuki Ikezewa de Toei serán productores ejecutivos, y el propio Kurumada está involucrado.
El 29 de noviembre de 2022 salió el primer teaser donde se pudieron ver algunas imágenes de la película. Está protagonizada por Mackenyu en el papel de Seiya, y participan actores como Sean Bean y Famke Janssen. Se estrenó en Japón el 28 de abril de 2023.

## Personajes principales
La historia de Saint Seiya, nos narra los esfuerzos de cinco jóvenes, huérfanos de padre y madre (hermanos de padre en el manga original), cuyo destino les lleva a ser protectores de la diosa Atenea, y cómo su gran sentido de la amistad y lealtad les lleva a realizar hazañas increíbles.
- Seiya de Pegaso: Es el más temperamental de todos, terco, impulsivo, imprudente y necio algunas veces, pero su carácter siempre le empuja a seguir adelante. Sus ataques conocidos son el Meteoro de Pegaso (Pegasus Ryu Sei Ken), el Cometa de Pegaso (Pegasus Sui Sei Ken) y el Choque Rodante de Pegaso (Pegasus Rolling Crash).

- Saori Kido/Athena: Es la reencarnación de la diosa Atenea en la época de la serie, al principio parece ser solo una caprichosa adolescente heredera de la Fundación Kido de su abuelo Mitsumasa Kido, pero después descubre su verdadero origen, conforme pasa la serie empezará a madurar más en su comportamiento y a afrontar su destino como diosa de la guerra.

- Shiryū de Dragón: Ve en su maestro de artes marciales al padre que nunca tuvo, está dispuesto a morir sin pensárselo dos veces, con tal de proteger la vida de sus compañeros. Su ataque base es la Cólera del Dragón, el Dragón Ascendente de Rozan (Rozan Sho Ryu Ha), el Dragón Volador de Rozan (Rozan Ryu Hisho) y su ataque base más poderoso es el Último Dragón de Rozan (Rozan Kou Ryu Ha). En la Saga del Santuario, cuando Shura de Capricornio y Shiryu están a punto de convertirse en polvo de estrellas, Shura le salva la vida otorgándole su armadura y haciéndole heredero de su técnica Excálibur. Más tarde en la Saga de Hades aprendió de su maestro su última técnica: Cien Dragones de Rozan (Rozan Hyaku Ryu Ha).

- Hyōga de Cisne: Aparenta frialdad, sin embargo no puede olvidar el recuerdo de su madre muerta. Sus ataques son el Polvo de Diamantes (Diamond Dust), el Ataque los Rayos de Aurora (Aurora Thunder Attack) (En el manga llamado Kholodnyi Smerch) y la Ejecución de Aurora (Aurora Execution) con la que derrota a Camus de Acuario, su maestro en el manga (en el anime es Crystal, santo de plata discípulo a su vez de Camus).

- Shun de Andrómeda: Aparenta ser el más débil, sin embargo cuando ve que su entorno o sus amigos son afectados, es capaz de exteriorizar el gran poder que posee. Su armadura cuenta con la Cadena de Andrómeda, la cual utiliza en sus ataques: Cadena Nebular (Nebula Chain) una técnica de ataque/defensa que al más mínimo ataque del enemigo entra en acción, Onda del Trueno (Thunder Wave) y cuando pierde sus cadenas también maneja la Tormenta Nebular (Nebula Storm). Es de las pocas armaduras de bronce que contiene armas: la cadena con punta circular para defensa, la Defensa Rodante (Rolling Defense) y la cadena con punta triangular para el ataque.

- Ikki de Fénix: Hermano mayor de Shun, se muestra como el más recio de todos y es capaz de acabar con sus adversarios sin remordimientos. Sin embargo también esconde en lo profundo de su ser el sentimiento de bondad y justicia. Un ataque muy conocido es el Puño Fantasma del Fénix con el que puede crear ilusiones ópticas a sus enemigos, la Ilusión Diabólica del Fénix (Phoenix Genma Ken) y el Vuelo del Fénix (Hou Yoku Ten Sho). El Fénix se destaca por aparecer después que todos los caballeros estén al borde de la derrota. Tiene la habilidad de poder ir y regresar de la muerte a su antojo y su armadura es la única entre todas que puede reconstruirse sola: El Fénix renace de sus cenizas.

## Temas relacionados

### Atena y el santuario

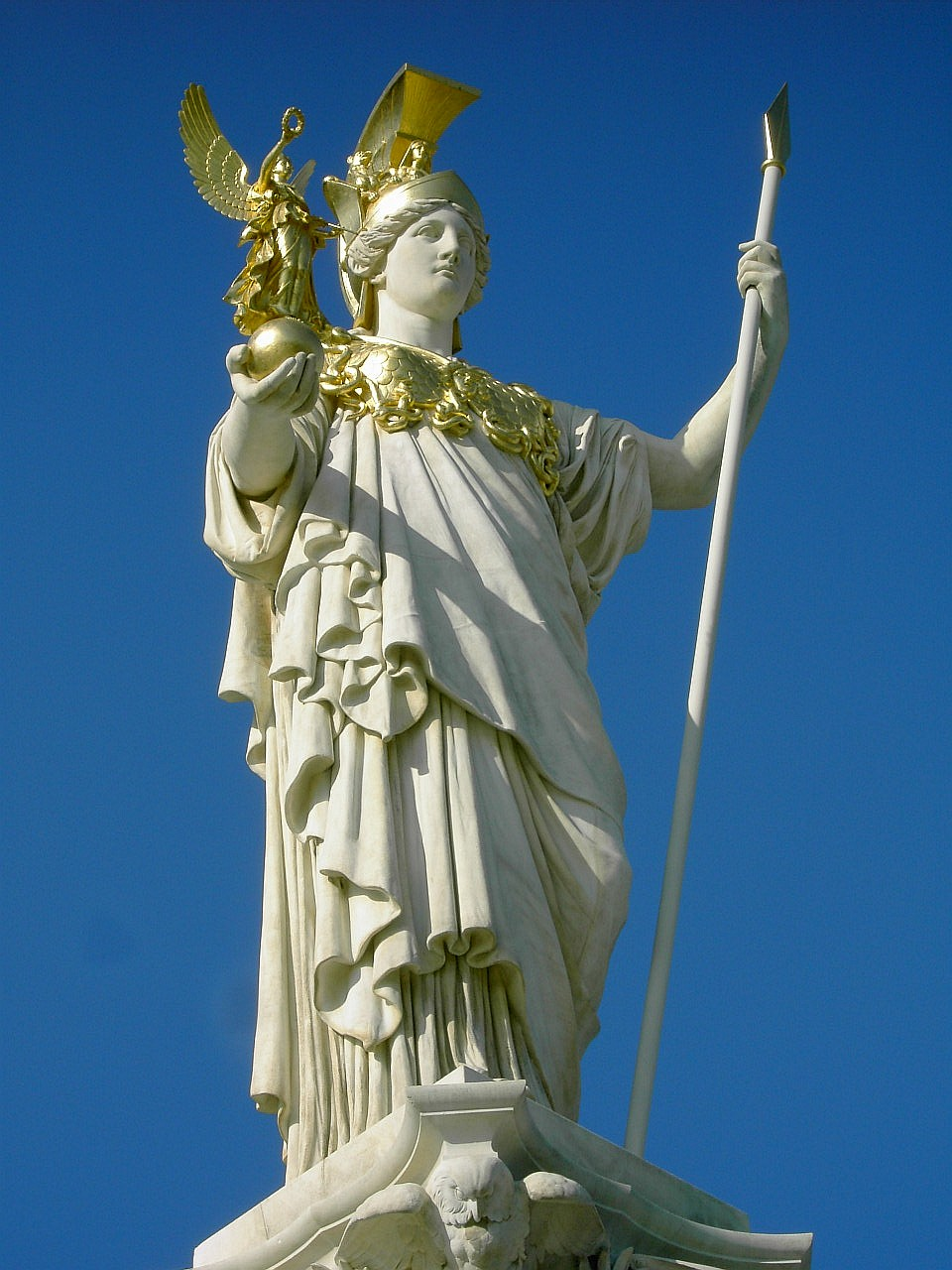
En Saint Seiya, la diosa griega Atenea regresa a la Tierra cada 243 años. En el reencarna en Saori Kido, quien dirige a sus santos en las guerras santas que llevan a cabo, y estos a su vez se encargan de protegerla de los dioses enemigos.

Atenea (Saori Kido) es la diosa griega de la sabiduría, la estrategia y la guerra justa. Es la hija de Zeus, dios máximo del Olimpo, quien le dio el gobierno de la Tierra. Desde tiempos inmemoriales, Atenea se ha enfrentado a otros dioses que han querido apropiarse de la Tierra.
Entre ellos por ejemplo han estado Poseidón, Ares y Hades. Los enfrentamientos entre dioses son conocidos como Guerras Santas. Varios de los grandes conflictos de la humanidad se han dado paralelamente por el surgimiento de estas guerras. La primera Guerra Santa se libró contra Poseidón. Para hacerle frente, Atenea convocó a un grupo de jóvenes y valerosos guerreros, a los que llamó Santos. Al principio, estos luchaban sin armas ni protección para sus cuerpos. Debido a esto, muchos fueron asesinados por los Generales (Marinas) de Poseidón. Para ayudarlos, Atenea creó 88 ropajes sagrados o armaduras (Cloth es su nombre original), inspirada en las constelaciones del firmamento. Con estas armaduras, los Santos pudieron derrotar a los Generales de Poseidón. Según la calidad —el material de la armadura—, los santos se dividen en tres órdenes: oro, en el escalafón principal, correspondiendo con los 12 signos del zodíaco, plata, y bronce. Además, la Fundación Kido, creó —solamente en el anime— tres armaduras tecnológicas cuyos cosmos se correspondían con los tres elementos de la Tierra: agua, fuego y aire.
Tras muchas generaciones, Atenea construyó el santuario en Atenas (Grecia). Este santuario contaba con una estructura jerárquica, liderada por la diosa y seguida por el Patriarca o Sumo Sacerdote que a su vez lideraba a los ochenta y ocho santos.
El templo de Atenea se encontraba en el centro del santuario y su única entrada era la cámara del Patriarca. A su vez, para llegar a la habitación del Patriarca, el único camino disponible era atravesar las doce casas (Templos), cada una de las cuales estaba custodiada por un Santo de Oro. Un dato aparte es que la estatua de Atenea está inspirada en la estatua de Atenea Pártenos esculpida por Fidias.
El Patriarca también tiene la función de proteger el santuario de la invasión de personas ajenas al mismo. Para ello, mantiene un campo de fuerza, que repele a todas las personas con poca voluntad. Esto ayuda a mantener alejados a los turistas que pululan por las ruinas griegas cercanas al santuario.

### ¿Santos o caballeros?
El primer estreno de Saint Seiya fuera de Japón fue en Francia donde se le dio el nombre de Les Chevaliers du Zodiaque, que traducido al español significa: Los Caballeros del Zodiaco. Este nombre que, en realidad no guarda relación alguna con el contenido de la serie, se popularizó en el resto de Europa y América. Así en Italia se conoció como I Cavalieri dello Zodiaco, en Estados Unidos como Knights of the Zodiac.
Además del cambio en el título de la serie, a los Santos se les llama Caballeros. Este cambio pudo ocurrir para evitar confusión y/o referencias a los santos de las religiones judeocristianas, que no concuerdan con el significado que se les da en la serie, mucho más cercano al de los "santos" de la antigua Grecia que luchaban por su dios, a quien aspiraban a parecerse[cita requerida]. Esto parece apoyado por las ediciones en la traducción hispanoamericana del anime, donde la explicación sobre quién es Atena (La diosa que gobierna la Tierra, quien reencarna cada doscientos años para mantener la paz en el mundo) es muchas veces editada a un concepto más respetuoso a la tradición cristiana (La enviada de Dios, que nace en la Tierra cada doscientos años para mantener la paz en el mundo) como es posible ver en escenas tales como la pelea entre Aioros y Saga en la alcoba de Atena recién nacida.
A diferencia de los caballeros reales medievales que peleaban por su propio beneficio, los Santos luchan por ideales superiores a las necesidades humanas, como los caballeros de los libros de caballerías, como Amadís de Gaula o Belianís de Grecia. Un ejemplo de esto, es que el mismo Seiya fue advertido por el Patriarca sobre que de utilizar la armadura para fines personales, sería perseguido por todos los Santos con el fin de acabar con esa práctica.
Por otro lado, el sintagma del Zodiaco, si bien es demasiado concreto pues solo incluye estrictamente a los Santos de Oro, cuyas constelaciones protectoras son las doce del Zodiaco, es en la clasificación de la astrología completamente correcta, puesto que el Zodiaco es la representación del plano astral, con todas las constelaciones que hay en él, incluidas las del Cisne, Dragón, Fénix, Andrómeda y Pegaso.

### Armaduras
En el universo de Saint Seiya, los guerreros usan armaduras de distintas clases. Son ropajes o mantos sagrados entregados por los dioses. Se clasifican de esta forma:
Armaduras: usadas por los Santos de Atenea. Fueron creadas con orichalcum y se clasifican de acuerdo a su poder con el nombre de un material (bronce, plata y oro), cuanto más valioso el material significa que la armadura posee mayor poder, sin embargo esto es solo una clasificación ya que en realidad no se usa otro material más que orichalcum en su creación. Quienes aspiren a ser un caballero deben pasar un entrenamiento físico, mental y espiritual intenso ya que si la viste alguien que no ha desarrollado la habilidad de encender su cosmos será solo metal inerte, tan rígido y pesado que apenas logrará moverse; Atenea ordenó la creación de 88 en total, cada una representando una de las constelaciones del cielo:
- Armaduras de Bronce: Armaduras usadas por los Santos de Bronce, la categoría más baja y usualmente la más débil de las tres, es el grueso de las fuerzas atenienses. La fuerza de sus portadores varía desde la necesaria para romper rocas con los puños hasta los que igualan la velocidad del sonido en sus ataques. Son en total 52.
- Armaduras de Plata: Armaduras usadas por los Santos de Plata, nivel de poder intermedio de los guerreros, Los ataques físicos de estos santos superan la velocidad del sonido en diferentes escalas y algunos de ellos han desarrollado habilidades psíquicas que aplican en las batallas. Son en total 24.
- Armaduras de Oro: Armaduras usadas por los Santos de Oro, los más poderosos entre los 88. Son en total 12 que representan las 12 constelaciones del Zodiaco: Aries, Tauro, Géminis, Cáncer, Leo, Virgo, Libra, Escorpio, Sagitario, Capricornio, Acuario y Piscis; se dice que son de color dorado ya que al estar sus constelaciones en el círculo del trópico han absorbido mayor luz del sol que las restantes. Estos doce caballeros poseen ataques iguales a la velocidad de la luz, habilidades psíquicas de alto nivel e incluso la capacidad de distorsionar el tiempo y las dimensiones. En Saint Seiya Next Dimension, encontramos también que existe una XIII armadura de Oro, del legendario Caballero de oro de Ofiuco.

Armaduras de Acero: Armaduras creadas en el laboratorio científico Galate por el doctor Mamoru a petición de Mitsumasa Kido, esta categoría de caballeros no pertenecen a ninguna de las 88 constelaciones, son usadas por Daichi, Ushio y Sho; representan los tres reinos de la naturaleza (Tierra, Aire y Agua) en vehículos zoomorfos (Zorro, Buitre y Pez Espada), al ser un experimento científico los guerreros no poseen cosmos sino habilidades otorgadas artificialmente, aun así gracias al entrenamiento de sus usuarios y la tecnología con que fueron diseñadas pueden sostener combates en igualdad de condiciones con santos de Bronce y Plata.
Armaduras Oscuras: Armaduras, copias de las originales de bronce, usadas por los Santos Negros, estas armaduras son creadas para Los caballeros renegados que no alcanzaron la talla necesaria para obtener una armadura verdadera. Son creadas en las Isla de la Reina Muerte por medio de alquimia.
Armaduras de Asgard: Armaduras usadas por los Dioses Guerreros de Asgard, cada una representa una estrella de la Osa Mayor. En Soul of Gold, las nuevas armaduras representan siete bestias de la mitología nórdica.
Escamas: Armaduras usadas por los guerreros marinos de Poseidón, usan la forma de seres mitológicos marinos de las culturas de todo el mundo, con predominancia grecorromana, los siete más poderosos poseen escamas doradas y son llamados generales.
Surplices: Armaduras usadas por los Espectros de Hades, así como por Thanatos e Hypnos, representan una criatura de la oscuridad y un atributo o pecado, en general son más complejas y cubren una mayor porción del cuerpo que las armaduras de los santos, también reciben este nombre las réplicas de los Cloths creados por Hades para los Santos que se unen a su causa. En el anime, por la modulación nipona, se les pronuncia o transcribe su nombre al español ocasionalmente como "Sapuris".
Glorias: Armaduras usadas por los Guerreros Ángeles de Artemisa. En Saint Seiya Next Dimension, es armaduras usadas do Angeles de Olympos.
Somas: Armaduras usadas por los 12 Titanes.
Adamas: Armaduras usadas por los Gigantes de Tifón.
Nahual: Literalmente Manto de Obsidiana; como su nombre lo indica son armaduras de obsidiana utilizadas por los Guerreros del Sol. Hasta ahora solo se conocen dos: Huesda de Tezcatlipoca y Nahualpilli de Yohualtepuztli, de una breve referencia a ellas en el Gaiden de Kardia de Escorpión en Lost Canvas.
Armaduras Divinas o Celestiales: Usadas por los 5 protagonistas en los Campos Eliseos contra Hades, nacen cuando las armaduras de bronce de Pegaso, Dragón, Cisne, Andrómeda y Fénix son bautizadas con la sangre de Atena y se desarrollan al elevar su usuario su cosmos por encima de los límites humanos. También son usadas por los doce santos dorados resucitados, al haber sido bendecidas sus armaduras doradas con la sangre de Athena desde el inframundo y elevar sus cosmos más allá de los límites humanos, mientras estos luchan contra Loki en Asgard.
Kamui: Armaduras usadas por los 12 Dioses Olímpicos. Son superiores a las Armaduras Divinas. Por el momento, solo se conoce la Kamui de Artemisa ya que las armaduras que portan Atena, Poseidón, Hades son Cloth, Scale y Surplice respectivamente. En la Enciclopedia Taizen se publicó un dibujo hecho por el mismísimo Kurumada que representa la Kamui de Zeus.
Ars magna: Armaduras usadas por los dioses primordiales o primigenios, son superiores a las Kamui.

### Cosmos y cosmoenergía

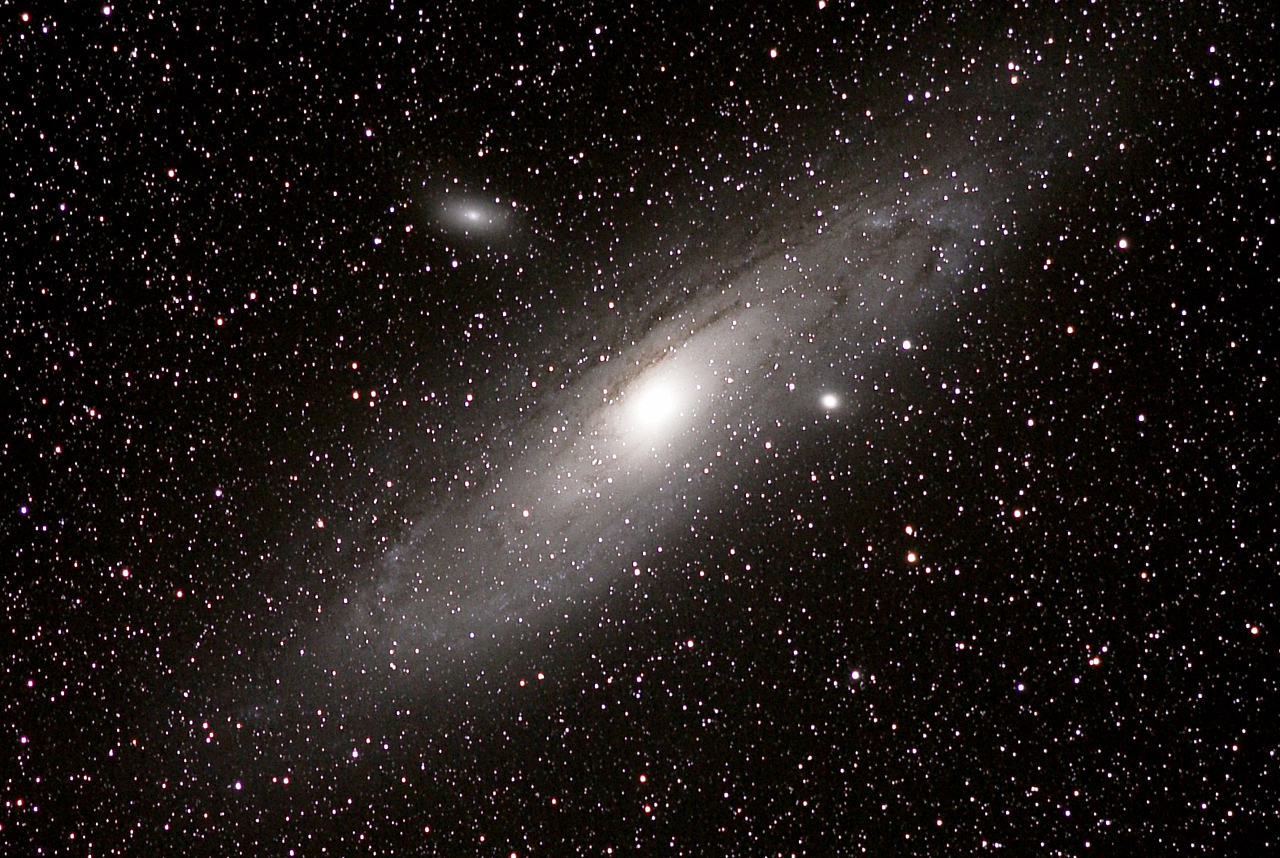
El «cosmos» es uno de los principales conceptos de la serie, vinculado con la canalización entre la energía interna del individuo con su constelación guardiana y el universo. En la ilustración, la galaxia de Andrómeda, que representa en ocasiones la «cosmoenergía» de Shun.

Para que un aspirante pueda lograr el grado de Santo, además de dominar las técnicas básicas del combate, debe aprender a canalizar la energía de su constelación guardiana protectora. Esta fuerza universal es llamada «cosmoenergía». En teoría, todas las personas la tienen, pero los Santos son los que logran aprovechar al máximo este poder. En el Episodio G también se menciona que algunos aspirantes a Santos consiguen utilizar su cosmo, pero no obtienen el rango porque sus cuerpos no pueden soportar el poder que alberga. De la misma manera a lo largo de la saga se menciona ocasionalmente a guerreros rasos u otros individuos que poseen el nivel de un caballero pero no así el título o una armadura.
La categoría de los Santos se establece de acuerdo al nivel de cosmo que logran usar en las batallas. De esta manera, sabemos que existen los siguientes rangos:
- Los Santos de bronce, son los santos de menor rango y que al utilizar su cosmos pueden atacar a la velocidad del sonido (Mach 1). Son en total 52 según la cronología de Saint Seiya y la categoría a la cual los cinco protagonistas técnicamente pertenecen a pesar de que mientras avanza la historia desarrollan un poder mayor.
- Los Santos de plata, Santos de rango intermedio —más poderosos que los de Bronce— pueden realizar ataques a una velocidad en el rango de Mach 2 a 5 y pueden poseer habilidades psíquicas o sobrenaturales de nivel básico. Son en total 24.
- Los Santos de oro, Santos de más alto rango del Santuario, son aquellos que dominan el séptimo sentido y que pueden realizar ataques y movimientos a la velocidad de la luz, también poseen una comprensión y dominio espiritual y psíquico tan grande que pueden trascender las fronteras del tiempo espacio o incluso la vida y la muerte. Son en total 12 y representan a las Constelaciones Zodiacales que cruza La tierra en su periodo de Traslación.

Cuando un Santo enciende su cosmo, este es visible a los ojos de los demás y es percibido por otros que lo usan. El campo visual ocupado por el cosmo, es una clara expresión del poder del Santo que la usa. Cuando un Santo muere, puede ser sentido por otros Santos, debido a que estos dejan de percibir su cosmo.
Como se ve en Saint Seiya Next Dimension (leer el manga original), también hay un decimotercer santo de oro, Ofiuco.

### Mitología y religión enSaint Seiya
En Saint Seiya, hay muchas referencias y menciones a muchos sucesos de la mitología griega en la cual está basada. También existen referencias mitológicas y religiosas con el budismo, el cristianismo y la mitología nórdica.
Existen referencias hacia el Budismo (por Shaka, Shiva o Padoga) y también hay una referencia a la mitología oriental con Marichitell. La serie presenta un sincretismo religioso y mítico, cuyos diálogos se vuelven comprensibles previo conocimiento de estos conceptos: las conversaciones que Shaka (nombre completo del deva en el Budismo: Śakra devānām indra) mantiene con Siddhartha Gautama o la compleja estructura psicológica de Saga de Géminis le dan una riqueza a la serie que la vuelven realmente original. No es la clásica lucha eterna entre el bien y el mal, sino que es una guerra por el futuro del planeta, por arrebatar el ideal de justicia al competidor. La amistad, el amor, la justicia y la vida humana son valores que se ponen a prueba en esta historia.
Hay muchas referencias mitológicas, sobre todo nórdicas y por supuesto griegas. En la saga de Hades-Infierno existen numerosas referencias a la composición del infierno cristiano según lo descrito en la Divina Comedia de Dante Alighieri. Tal es el caso del cruce del río Aqueronte o el portal de entrada que invita a abandonar toda esperanza. Asimismo el orfanato donde recluyen a Seiya parece ser cristiano ya que aparece coronado en su campanario con una cruz cristiana (ratificando este hecho, en la primera parte, en el torneo galáctico sale Miho rezando en la iglesia del orfanato) también aparece el uso del rosario de la Cruz del Norte que recibió Hyoga de su madre, y que aparece en los varios momentos en que Hyoga está en grave peligro.

### Dioses del Olimpo
Panfletos oficiales revelan que Kurumada ya ha elegido la lista de Dioses del Olimpo que usará en la Saga del Cielo, todos ellos visten Kamuis.
- Zeus, Dios del Cielo y los Relámpagos, Soberano de los Dioses.
- Hades, Dios del Inframundo y las tinieblas.
- Poseidón, Dios de los Océanos (con su verdadero cuerpo).
- Hera, Diosa del Matrimonio, Reina de los dioses.
- Deméter, Diosa de la Agricultura.
- Hestia, Diosa del Fuego Hogareño.
- Apolo, Dios del Sol y las Artes.
- Artemisa, Diosa de la Luna y de la Caza.
- Atena, Diosa de la Sabiduría y de la Guerra Justa.
- Hermes, Dios de la Comunicación y del Comercio.
- Hefestos, Dios del fuego y de los Herreros.
- Afrodita, Diosa de la Belleza y del Amor.

Oficialmente, solo Hades, Poseidón, Atena, Artemisa y Apolo aparecen en el Manga. Zeus aparece dibujado en el Taizen y Apolo (junto a otra versión de Artemisa) en la canónica película del anime Tenkai-hen. Por lo cual faltaría mostrar a seis "olímpicos".
Ares no está en la lista de Dioses del Olimpo. A pesar de esto, se sabe de su existencia dentro de la serie: (1) en el Hipermito prueba que luchó con Atenea en la Era Mitológica y fue encerrado en el Tártaro junto a sus Berserkers por desafiar la decisión de Zeus. (2) En Next Dimension fue visto Artemisa. (3) Se ha mostrado escenas (flashbacks) de Ares tanto en Episodio G como en Lost Canvas.
Dionisio es el único dios que no está en la lista de los Dioses del Olimpo y que no aparecerá en el manga y serie animada. Nunca se hace una mención de él o si fue parte de las guerras sagradas entre los dioses olímpicos (en su lugar Kurumada colocó a la diosa Hestia).

## Banda sonora
La música épica que acompaña todas las escenas de los capítulos de la serie, OVA y películas fue creada por Seiji Yokoyama, e interpretada por la Orquesta Sinfónica de Andrómeda. Las marchas y rock sinfónicos empleados para la serie están inspirados en la música de los años 70 y 80, principalmente en las del director de orquesta Franck Pourcel que fue muy popular en Japón, añadiendo elementos vocales en algunos temas también, ejemplo de ello son los temas "Goldfinger" (similar a temas de Asgard) y "Killing me softly" (similar a algunos temas de cierre de los OVAs).

### Saint Seiya
Canciones de apertura
- Episodios 1 al 73: «Pegasus Fantasy» por Nobuo Yamada Vocalista de MAKE-UP Banda de Hard Rock de los 80's. En el doblaje al español transmitido en la TV en Hispanoamérica es interpretado por Mauren y en España por Joaquín Paz.
- Episodios 74 al 114: «Soldier Dream» por Hironobu Kageyama. En el doblaje al español transmitido en la TV en Hispanoamérica es interpretado por Mauren y en España por Joaquín Paz.
- En España e Hispanoamérica (hasta el año 2003), el tema de apertura original fue «La canción de los héroes», llamada popularmente «Los guardianes del Universo», una adaptación al español del tema de apertura francés «Les chevaliers du zodiaque», mientras los temas de «Pegasus Fantasy» y «Soldier Dream» eran utilizadas en las secuencias de batalla durante el programa. Sin embargo en el año 2003 Cartoon Network adquiere los derechos del anime en Hispanoamérica y decide reemplazar «La canción de los héroes» y doblar las canciones originales al español internacional.

Canciones de cierre
- Episodios 1 al 73: «Blue Forever» por Nobuo Yamada Vocalista de Make-Up. En el doblaje al español transmitido en la TV en Hispanoamérica es interpretado por Mauren y en España por Joaquín Paz.
- Episodios 74 al 114: «Blue Dream» por Hironobu Kageyama & Broadway. En el doblaje al español transmitido en la TV en Hispanoamérica es interpretado por Mauren y en España por Joaquín Paz.

### Saint Seiya Hades
- Episodios 1 al 13: "Chikyuugi" por Yumi Matsuzawa. En el doblaje al español transmitido en la TV en Hispanoamérica es interpretado por Maggie Vera y en España por Elena Collado.
- Episodios 14 al 31: "Megami no Senshi ~Pegasus Forever~" por Marina Del Ray. En el doblaje al español transmitido en la TV en Hispanoamérica es interpretado por Axel Vera y en España por Joaquín Paz.

Temas de cierre
- Episodios 1 al 13: "Kimi to Onaji Aozora" por Yumi Matsuzawa. En el doblaje al español transmitido en la TV en Hispanoamérica es interpretado por Maggie Vera y en España por Paula Oliva.
- Episodios 14 al 25: "Takusu mono e ~My Dear~" por Yumi Matsuzawa. En el doblaje al español transmitido en la TV en Hispanoamérica es interpretado por Maggie Vera y en España por Bianca Moreno.
- Episodios 26 al 31: "Kami no Sono ~Del Regno~ por" Yuuko Ishibashi. En el doblaje al español transmitido en la TV en Hispanoamérica es interpretado por Maggie Vera y en España por Fàtima Ayats.

### Películas
Saint Seiya: La leyenda de los jóvenes escarlata
- Ending: "You are my reason to be" por Hitomi Penny Tōyama and Oren Waters (en España es interpretado por Joaquín Paz y Fàtima Ayats).

Saint Seiya: Inicio de la saga del cielo
- Ending: "Never - Saint Seiya no Theme" por MAKE-UP (en España es interpretada por Joaquín Paz)

Saint Seiya: Legend of Sanctuary.
- Ending: "Hero" por Yoshiki ft. Katie Fizgerrald de VIOLET UK

Nota: las otras tres películas sólo tienen temas de apertura (Pegasus Fantasy y Soldier Dream) y no tienen un tema de cierre, sólo cuentan con correspondientes músicas de fondo compuestas por Seiji Yokoyama.

## Videojuegos
Desde su nacimiento Saint Seiya, ha sido adaptado en gran parte de su historia para varios de videojuegos de combate y estrategia para diversas consolas y PC.
La mayoría de los juegos son lanzados solamente en Japón (especialmente los primeros), algunos fueron publicados en Europa y Australia (especialmente en los últimos juegos de la saga de Hades), pero ninguno ha sido oficialmente lanzado en el mercado de los EE. UU.
Todos los videojuegos se basan principalmente en la serie clásica de los años ochenta de Saint Seiya.

## Figuras
La mayoría de los productos de Saint Seiya, se basan principalmente en los personajes de la serie original (años 80).
El principal mercado de Saint Seiya lo componen las figuras. Existen distintas líneas de figuras de Saint Seiya, aunque las más importantes pertenecen a Bandai:

### Saint Cloth Series
Las Saint Cloth Series (coloquialmente conocida como figuras vintage) son las primeras figuras que sacó Bandai de esta serie entre los años de 1986-1987, originalmente existieron cuatro versiones de estas figuras, las Japonesas (con piezas metálicas), las francesa y españolas (con piezas plásticas) y la versión italiana distribuida por Giochi Preziosi las cuales incluyen un packaging completamente distinto a las anteriores. Solamente en Japón se distribuyó la serie completa. En México y Latinoamérica fueron distribuidas las mismas figuras que en Europa (versiones española y francesa) con excepción de los caballeros de bronce con primera armadura, aunque en algunas tiendas departamentales era posible ver ocasionalmente algunas de estas figuras.
En Europa Bandai comercializó:
- 5 con la primera armadura (Francia).
- 5 con la segunda armadura (España y Francia).
- Marín (España).
- Los 12 caballeros de oro (España y Francia).
- 4 Dioses Guerreros de Asgard (Alpha, Beta, Zeta y Epsilon) (España y Francia).
- Poseidon (España y Francia)
- 4 Generales Marina (Cheval des Mers, Dragón des Mers, Sirene y Scylla) (España y Francia).

Figuras exclusivas japonesas:
- Patriarca.
- Primera armadura de Sagitario.
- Armadura de Odín.
- Los santos de bronce con la primera armadura negra (black saints) y la segunda armadura también en color negro (que fueron una edición exclusiva de la línea de figuras, ya que nunca aparecieron en el manga o en el anime).
- Los 3 caballeros de acero.
- La versión conmemorativa de los caballeros de bronce con primera armadura edición dorada por 5 millones de ventas.
- 4 Dioses Guerreros de Asgard (Mime, Alberich, Thor y Bud de Alcor).
- 4 Generales de Poseidón (Crisaor, Kraken, Limnades y Tetis).

La línea de figuras Saint Cloth Series fue reeditada en 2003 en Hong Kong (versiones HK, con piezas plásticas y con problemas en la pintura), también se distribuyó parcialmente en 2006 en España (5 bronce primera armadura y 12 de oro), Francia y Latinomérica, la caja de estas últimas solamente incluián un sticker para distinguir al personaje además de leyendas en español y portugués. Como parte de esta serie se crearon nuevas figuras incluyendo personajes de la saga de Hades y caballeros de plata.

### Saint Cloth Myth
Las figuras Saint Cloth Myth, más conocidas como Myth Cloth son producidos por la empresa Bandai (un fabricante japonés especializado en juguetes y figuras de acción) es la línea de figuras más realista y con más detalle de Saint Seiya. Se lanzó en el 2003 conmemorando la emisión de las nuevas OVAs de Hades. Originalmente diseñado para el mercado de Asia (Japón, China y de Hong Kong) pero debido al éxito estas figuras se distribuyen en todo el mundo, después de la venta se expandió en América, Brasil y México y luego en Europa (Francia, España, Portugal e Italia).

### Saint Cloth Myth EX
La serie Saint Cloth Myth EX o Saint Cloth Myth EXclamation ss una línea derivada de las Myth Cloth revelada oficialmente por Bandai conjuntamente con la cancelada línea Saint Seiya Cloth Crown el día 17 de mayo de 2011. Originalmente se planeó solamente distribuir las figuras de los doce caballeros dorados.
Las figuras EX son ligeramente más grandes que las versiones regulares, esta versión actualiza por completo las articulaciones con el fin de mejorar la movilidad de estas, además las EX incluyen distintas expresiones faciales para poder recrear movimientos especiales como se muestra en la serie de anime.

## Publicaciones

### Artbooks de Saint Seiya
Los primeros artbooks exclusivamente de Saint Seiya se publicaron recién en 2004, específicamente el 27 de febrero se publicaron dos Artbooks con el motivo del lanzamiento de la película Tenkai-hen ~Overture~, el Saint Seiya Masami Kurumada Illustrations ~ Sora el cual incluye ilustraciones del manga realizadas por Masami Kurumada y el Shingo Araki & Michi Himeno Illustrations ~ Hikari el cual incluye ilustraciones del anime por Shingo Araki y Michi Himeno ambas publicaciones incluyen material desde el inicio de la serie hasta la película anteriormente mencionada.
Posteriormente con el motivo del 30 aniversario del manga de Saint Seiya el 21 de octubre de 2016, se publica 30th Anniversary Artbook -SANCTUARY- basado en ilustraciones del mangaka Masami Kurumada, incluyendo dibujos inéditos, como las portadas que fueron utilizadas en la Weekly Shonen Jump.
Los spin-offs también cuentan con dos artbooks, el primero de estos Saint Seiya: The Lost Canvas - Myth of Hades Illustrations publicado el 18 de marzo de 2016 y el Saint Seiya: Saintia Shō Art Collection cual se incluyó con la revista Champion RED el 17 de mayo de 2019, ambos publicados por Akita Shoten.
Existe un artbook basado en el videojuego móvil Saint Seiya Galaxy Card Battle, bajo el nombre de Saint Seiya PRECIOUS ARTWORKS from Galaxy Card Battle el cual incluye las ilustraciones creadas para este juego la cual incluye a la gran mayoría de los personajes y recreación de escenas del anime clásico, este artbook fue lanzado el 23 de enero de 2019.

### Artbooks que incluyen a Saint Seiya
El día 25 de diciembre de 1996, Kadokawa Shoten publica en conmemoración de los 23 años de carrera del mangaka Masami Kurumada el artbook Masami Kurumada 23th Anniversary Illustrated Collection - Burning Blood el cual incluye además de Saint Seiya, ilustraciones de otras obras del autor como Ring ni Kakero y B't X.
En diciembre del 2012 se publica Shingo Araki 1939-2011 Hitomi to Tamashi el cual es un artbook que incluye ilustraciones de toda la carrera de Shingo Araki, que aparte de Saint Seiya incluye obras como Captain Harlock, Ulises 31, La Rosa de Versalles, Ashita no Joe y muchas otras.

### Mooks
Durante la serialización del manga se realizó la publicación del primer mook (Híbrido entre revista y artbook) de Saint Seiya, bajo el nombre de Saint Seiya: Cosmo Special publicado el 10 agosto de 1988 está basado íntegramente en el manga e incluye ilustraciones, historia del manga, guía de personajes (hasta el arco de Poseidon) y variedad de contenido sobre el manga, aparte de incluir algunos capítulos de la también obra de Masami Kurumada, Raimei no Zaji.
Paralelamente se publicaron 3 Mooks de Saint Seiya bajo la Serie Jump Gold Selection de Shueisha, basaada en los anime de las series publicadas en la Weekly Shonen Jump. Se publicaron como Jump Gold Selection: Saint Seiya Anime Special 1, 2 y 3 los cuales incluyen ilustraciones inéditas de la serie, guía y diseño de personajes, información del merchandising de la franquicia en esa época, entrevistas y las historias alternas explicando las inconsistencias del anime y un montón de contenido sobre la realización de la serie. El primero de estos se publicó el 13 de julio de 1988 abarcando los primeros arcos de la serie y la primera película. El segundo publicado el 9 de noviembre de el mismo año contempla la saga del santuario además de la película y la saga de Asgard, por último el tercer número lanzado el 19 de abril de 1989 contiene el material de la saga de Poseidón y las películas de Abel y Lúcifer, además de contenido general de la serie.
Los otros 3 números de la serie Jump Gold Selection corresponden a Dragon Ball Z (n°4 y n°5) y City Hunter (n°6).
Con motivo de la serialización de Saint Seiya Omega, se publicó el mook Saint Seiya PIA, lanzado el 29 de marzo de 2012. Con contenido similar a los mooks de los años 80's pero basado en la serie de Omega, adicionalmente contiene algunas páginas de dedicadas a la serie original.
El último mook publicado hasta la fecha es el Saint Seiya Daikaibō publicado el 18 de junio de 2020 y el cual incluye contenido variado de la serie original, tal como una guía de personajes, sumario de los capítulos del anime, etc.

### Otras publicaciones
La serie Jump Anime Comics consiste en mangas a color con imágenes extraidas de las 4 primeras películas de la serie bajo, estas fueron publicadas durante 1995 por Shueisha.
Durante el revival de Saint Seiya por el anuncio de la saga de hades, en 2001 se publicó una enciclopedia bajo el nombre de Saint Seiya Taizen: Saint Seiya Encyclopedia una enciclopedia basada en el manga donde se incluyen ilustraciones del manga resumiendo los distintos arcos argumentales, guía de personajes además de variado contenido como entrevistas y textos sobre mitología griega.
El Saint Seiya: The Hades Chapter Sanctuary (SHUEISHA VISUAL REMIX) publicado el 18 de agosto de 2003, es un libro 2 en 1, el cual contiene un artbook con nuevas ilustraciones de Shingo Araki y Michi Himeno a todo color en el primer libro, y en el segundo se incluyen detalles de la producción de la saga de hades, entrevistas con los actores de voz de la serie y más.

## Premios

### Anime Grand Prix(1987)
Décimo Gran Premio de Anime (junio de 1988)
| Ranking | Obra                             | Votos |
| 1°      | Saint Seiya                      | 1741  |
| 13°     | Saint Seiya Gekijōban (Película) | 190   |

[Categoría de episodios]
| Ranking | Episodio                                             | Obra        | Votos |
| 4°      | Episodio 58 Ikki disperso en amistad                 | Saint Seiya | 365   |
| 5°      | Episodio 47 ¡Despedida del glaciar\| Duerme valiente | Saint Seiya | 283   |
| 9°      | Episodio 60: ¡Renacimiento glaciar\| Por esta vida   | Saint Seiya | 200   |
| 12°     | Episodio 28 ¡Dragón\| Golpe abandonado               | Saint Seiya | 164   |
| 16°     | Episodio 37 Amor o muerte                            | Saint Seiya | 110   |
| 19°     | Episodio 46 Nebulosa cadena de ataque y defensa      | Saint Seiya | 93    |

[Sección de personaje masculino]
| Ranking | Personaje         | Obra        | Votos |
| 3°      | Shiryu de Dragón  | Saint Seiya | 738   |
| 4°      | Shun de Andrómeda | Saint Seiya | 716   |
| 5°      | Hyoga de Cygnus   | Saint Seiya | 644   |
| 12°     | Seiya de Pegasus  | Saint Seiya | 222   |
| 13°     | Ikki de Phoenix   | Saint Seiya | 214   |

[Categoría de personaje femenino]
| Ranking | Personaje  | Obra        | votos |
| 9°      | Shaina     | Saint Seiya | 249   |
| 17°     | Saori Kido | Saint Seiya | 159   |

### JASRAC Award(1992)
JASRAC Sociedad Japonesa de Derechos de Autores, Compositores y Editores
JASRAC Award-6th-10th
10 (1992)
| Premio internacional |                              |
| Trabajo              | Saint Seiya BACKGROUND MUSIC |
| Compositor           | Seiji Yokoyama               |
| Editor musical       | TV Asahi Music Co., Ltd.     |

JASRAC賞－第6回～第10回
第10回(1992年)
| 国際賞     |                                |
| 作品       | 聖闘士星矢(セイントセイヤ) BGM |
| 作曲者     | 横山 菁児                      |
| 音楽出版者 | (株)テレビ朝日ミュージック     |

## Censura y polémicas
Saint Seiya se convirtió en un éxito mundial en la década de los años 90 pero también fue blanco de críticas. La crítica más importante es en opinión de muchos el número excesivo de escenas de violencia y sangre que influye en los niños. Saint Seiya fue atacado por parte de los padres y organismos indignados acusando al anime de ser un contenido poco apropiado para el público infantil al que iba dirigida la serie. Dichas embestidas no solo se centraban en la abundante violencia de la serie, sino también porque se decía que "incitaba a la homosexualidad".
En España, una asociación moralista consiguió prohibir que se exhibiera el anime de Saint Seiya en el país. Uno de los motivos fue por la supuesta homosexualidad de personajes. En varias ocasiones se han calificados a diversos personajes de Saint Seiya como símbolos yaoi principalmente Shun de Andrómeda, Afrodita de Piscis y Misty de Lagarto. Una de las escenas más comentadas de la serie fue aquella en la que Shun usa tanto su calor corporal como el de su cosmos para descongelar a su amigo Hyoga tras su primera batalla contra Camus. Cabe resaltar que dicha escena solo tiene una página en el manga, donde Shun simplemente sostiene el cuerpo de Hyoga para que permanezca en posición sentado, mientras que en el anime es muy diferente, y según el propio director, fue alterado para expresar esta connotación que originalmente no poseía.
La película Los Caballeros del Zodíaco contra Lucifer al ser estrenada por primera vez en las pantallas de TV en Hispanoamérica, se censuraron dos escenas: la primera, la derrota y muerte de los Santos de Oro a manos de los ángeles de Lucifer y la segunda censura involucra la escena de una Biblia ardiendo en llamas cuando Hyoga explica quién es Lucifer.

### Censura enEstados Unidos
Saint Seiya llegó a Estados Unidos en 2003 bajo el título de Knights of the Zodiac (traducción inglesa literal del nombre que se le dio en Hispanoamérica, España, Francia e Italia). La serie fue anunciada por Cartoon Network, cadena que se ha caracterizado por aplicar una férrea censura a las series anime, tanto en imágenes como diálogos, y por presiones de la compañía DiC Entertainment, Saint Seiya no fue la excepción. Esto debido a que algunas escenas no eran apropiadas para público infantil y había que suavizar el anime; así, por ejemplo, la sangre fue teñida de azul y las escenas más violentas fueron cortadas, por lo que los capítulos duraban menos. Parte de la trama además sufrió una larga serie de modificaciones sin sentido. Debido a estos cambios, la serie fue un fracaso dentro del público estadounidense; sin embargo, la mercadería fue acogida de forma aceptable. La serie se lanzó en DVD con doblaje en inglés y sin censura.

## Recepción

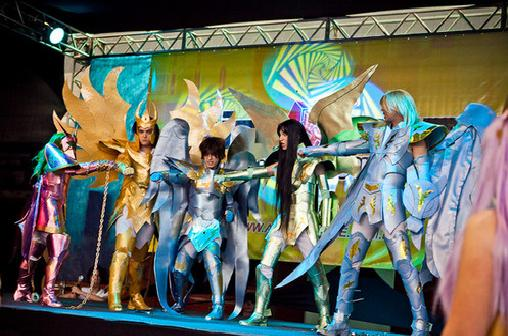
Cosplayer de los Caballeros de Bronce con las armaduras divinas.

Se puede decir que la serie dio contribuciones especiales en el desarrollo de la cultura del manga y el anime japonés. Es la fuente más importante y antiguo de Doujinshi con Captain Tsubasa, que terminó en una creciente subcultura del anime y el manga periférica significativa. Los grupos Doujinshi actualmente hay un gran número de miembros en Asia oriental, América del Sur y Europa Occidental.
En la actualidad los famosos mangakas como el grupo CLAMP,Tite Kubo, Yun Kōga, Kouta Hirano y Masashi Kishimoto han declarado que estaban muy influenciados por las obras de Masami Kurumada principalmente por Saint Seiya.
Los 28 volúmenes del manga Saint Seiya original de Masami Kurumada vendidos entre 1986 y 1990 en Japón, más de 25 millones de copias, un gran éxito.
En Japón la serie animada clásica (1986-1990) de Saint Seiya se considera entre las 25 series animadas más populares y queridas de la historia.
En 1987, la serie fue votada como el mejor anime de la concesión del año en el Anime Grand Prix de la revista japonesa Animage. Al año siguiente, Saint Seiya fue votada como el segundo mejor Anime del año 1988, superada por la película Mi vecino Totoro.
En Brasil, el lanzamiento de la serie en 1994 fue responsable de cambiar la forma de ver los animes, lo que provocó una animemanía. En otros países de América Latina (como en México y Argentina) y especialmente en Venezuela donde la difusión de este anime trajo consigo una bastante distribución y más en la parte de marketing de las Figuras Vintage de Bandai de 1987 la cual también fue un gran éxito, a pesar de la animación japonesa pudo haber sido expuestas en estos 3 países durante la década anterior, con programas como Robotech y Mazinger Z. Debido al éxito de los países en el idioma español, la traducción brasileña del anime se basa en el doblaje en español. Tanto el anime y el manga se comercializaron en China, Hong Kong y Taiwán en 1990, a partir del éxito de la animación japonesa y el manga en estos países.
La idea de utilizar la mitología como telón de fondo sirvió de inspiración para otros animes como, Yoroiden Samurai Troopers y Shurato.

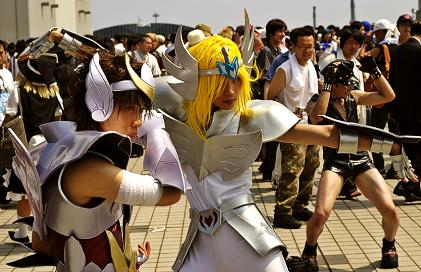
Cosplayers de Seiya y Hyoga dos de los protagonistas.

En Canadá y Estados Unidos, la serie no tuvo éxito en su primera emisión. Solo en 2003, con el nombre de Knights of the Zodiac la serie comenzó a ganar fanes en Angloamérica, más específicamente en los estados de Quebec (Canadá) y Wisconsin (EE. UU.). La compañía fue responsable de la concesión de licencias de DiC Entertainment. La serie sufrió muchos cortes y cambios enormes en la banda sonora y en la historia, lo que decepcionó a muchos fanes. La solución consistió en lanzar DVD (cajas) en su totalidad (sin censuras ni cambios). Algunos productos han empezado a ser puesto en libertad junto con el mercado japonés que crece con el número de aficionados que se están formando en los Estados Unidos y Canadá.
En la enciclopedia Anime: Una guía para la animación japonesa desde 1917, Jonathan Clements y Helen McCarthy alaban la "trama compleja" y sintió que los diseñadores de animación de la serie Shingo Araki y Himeno Michi "había hecho magia, tanto con la serie de anime como con las películas". También elogió a la banda sonora y la gran capacidad de dirección de Shigeyasu Yamauchi para estirar la tensión y eligió los lugares perfectos para detener un episodio y para mantener a la audiencia en espera del siguiente capítulo. Clements y McCarthy, sin embargo, encontrar la serie inquietante en que su impacto emocional principal proviene de la audiencia. Jason Thompson describe la serie como "batalla casi pura".
Todos los demás productos derivados, como Saint Seiya Omega o Lost Canvas, han logrado tasas de éxito promedio / bajo en Japón.